# Australian Open 2017
Australian Open 2017 byl 105. ročník úvodního tenisového grandslamu sezóny, konaný v rozmezí 16. až 29. ledna 2017. Odehrával se v melbournském Melbourne Parku na 17 soutěžních dvorcích s tvrdým umělým povrchem Plexicushion. Organizátory události byli Mezinárodní tenisová federace a Australský tenisový svaz. Turnaj se řadil do kalendáře mužského okruhu ATP World Tour 2017 a ženského okruhu WTA Tour 2017. Vítězové, vyjma smíšené čtyřhry, si do žebříčků připsali dva tisíce bodů.
Obhájcem titulu v mužském singlu byl druhý hráč žebříčku a spoludržitel rekordního počtu trofejí, srbský tenista Novak Djoković, kterého ve druhém kole vyřadil Uzbek Denis Istomin. Mezi ženami roli obhájkyně plnila světová jednička Angelique Kerberová z Německa, jíž ve čtvrtém kole zastavila Američanka Coco Vandewegheová.
Australian Open 2017 se stal prvním ročníkem australského grandslamu v otevřené éře tenisu, na kterém vypadli nejvýše nasazení v obou soutěžích dvouher před čtvrtfinále.
Američanka Serena Williamsová získala rekordní dvacátou třetí grandslamovou trofej v ženské dvouhře, nejvíce ze všech tenistů otevřené éry. Rekordním se v open éře stal i sedmý titul z Australian Open, když za absolutním rekordem jedenácti výher Margaret Courtové zaostávala o čtyři turnajová vítězství. Švýcar Roger Federer vybojoval pátý titul, jímž navýšil rekordní počet mužských grandslamových trofejí z dvouhry na osmnáct. Stal se také prvním mužem historie, který dokázal pětkrát zvítězit na třech různých grandslamech.
Generálním sponzorem byl dlouholetý partner turnaje, jihokorejská automobilka Kia.

## 105. ročník

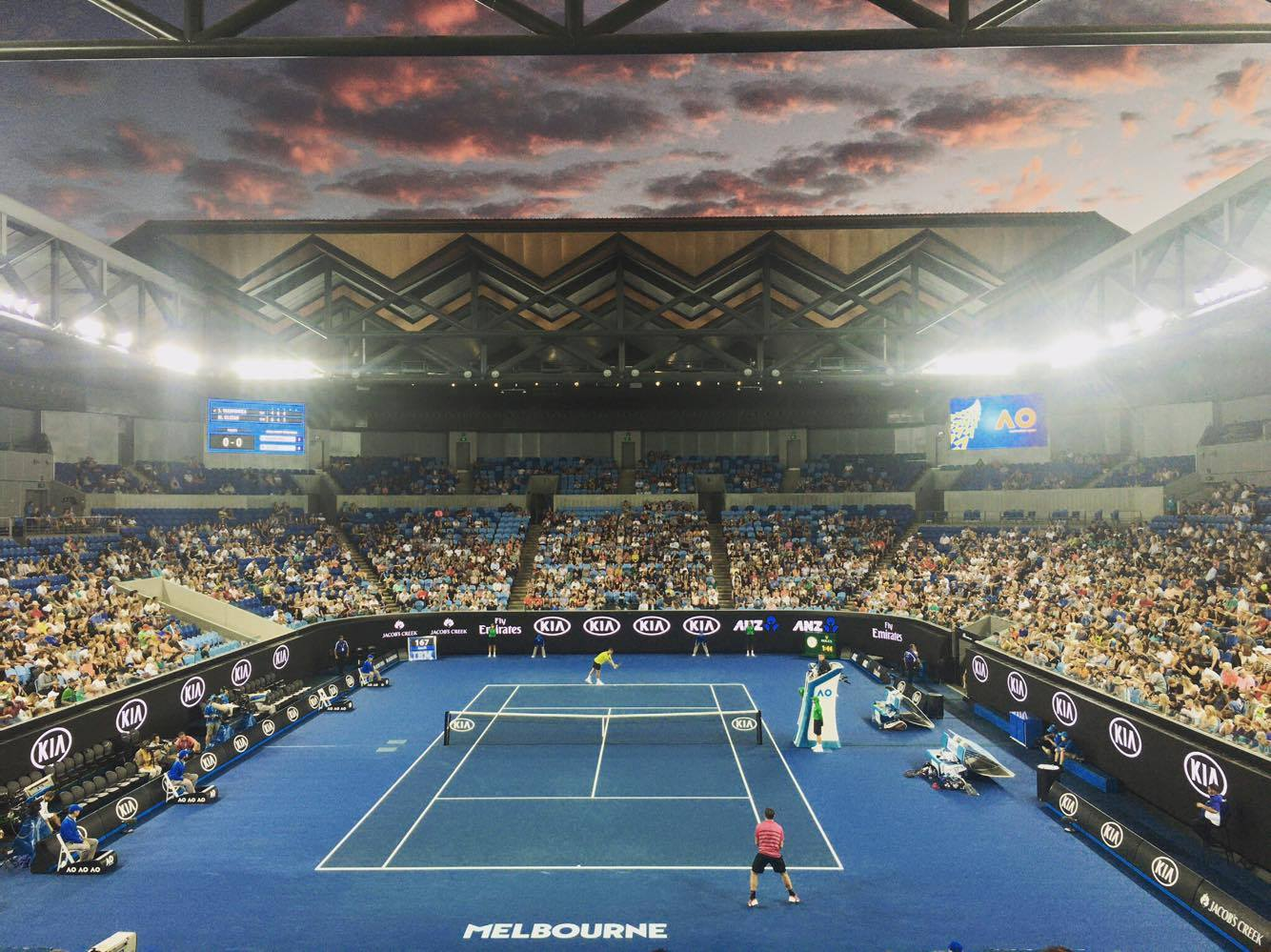
Margaret Court Arena v zápase mužské dvouhry mezi Stanem Wawrinkou a Martinem Kližanem

Australian Open 2017 představoval 105. ročník turnaje odehrávajícího se v Melbourne Parku.
Grandslam zahrnoval soutěže mužské i ženské dvouhry, mužskou, ženskou a smíšenou čtyřhru a soutěže juniorů do osmnácti let, které patřily do nejvyšší kategorie Grade A. Na turnaji se odehrávaly singlové a deblové soutěže vozíčkářů, včetně kvadruplegiků, jež probíhaly v rámci vozíčkářské NEC tour, zařazené do kategorie Grand Slamu. Legendy se představily ve formě exhibičního klání 21. ledna.
Turnaj se konal na 17 soutěžních dvorcích s tvrdým povrchem Plexicushion se sytým tónováním kvůli vyššímu kontrastu míčku vůči podkladu. Součástí areálu byly tří hlavní zastřešené kurty – Rod Laver Arena s kapacitou 14 570 diváků, Hisense Arena s kapacitou 9 464 míst a Margaret Court Arena, jež pojmula 7 500 návštěvníků. Čtvrtý a pátý dvorec (Show Court Two and Three) měly po 3 000 místech.
Hrálo se s míči Wilson. Struny grandslamu zajišťovala firma Yonex. Generálním partnerem byla automobilka Kia. Hlavními partnery pak firmy ANZ, Jacob’s Creek a Rolex. Z více než 2 500 zájemců bylo v rámci náborového programu vybráno 380 sběračů, chlapců a dívek ve věku 12–15 let. Technologii pro dopad míčů, tzv. jestřábí oko, zajišťovala společnost Rolex, a byla nainstalována do tří hlavních arén i na dvorce č. 2, 3, 6 a 8. Televizní přenosy byly zprostředkovány ze všech 17 soutěžních kurtů a poprvé také z 8 tréninkových dvorců.

### Významné události

#### 2. den

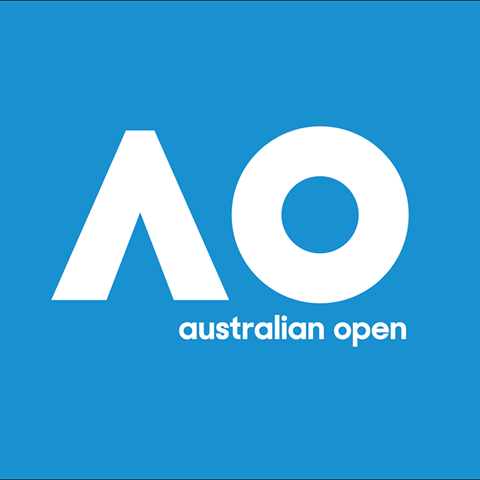
Logo Australian Open 2017

V úvodním kole mužské dvouhry zdolal Chorvat Ivo Karlović argentinského hráče Horacia Zeballose výsledkem 6–7, 3–6, 7–5, 6–2 a 22–20, když otočil dvousetovou ztrátu. 84 odehraných gamů představovalo nejdelší zápas Australian Open v počtu her od zavedení tiebreaku roku 1971. Jednalo se také o druhé nejdelší utkání historie Australian Open, když v tomto ohledu zaostalo jen za finále mužského singla z roku 2012 mezi Djokovićem a Nadalem. Karlović vytvořil nový melbournský rekord v počtu es na zápas, a to 75 takto zahranými míči.

#### 4. den
Uzbek startující na divokou kartu, Denis Istomin, zdolal v pětisetové bitvě druhého kola šestinásobného vítěze Novaka Djokoviće. Jednalo se o nejčasnější vyřazení Srba na grandslamu od Wimbledonu 2008, kde ve druhém kole nestačil na Rusa Marata Safina.
Chorvatka Mirjana Lučićová Baroniová porazila polskou světovou trojku Agnieszku Radwańskou ve dvou sadách. Jednalo se o nejčasnější vyřazení Polky v Melbourne Parku od roku 2009 a prohry v úvodním kole s Ukrajinkou Katerynou Bondarenkovou. Lučićová Baroniová tak postoupila do druhé fáze soutěže premiérově od Australian Open 1998.

#### 6. den
Bulhar Grigor Dimitrov zdolal ve třetím kole Francouze Richarda Gasqueta po třísetovém průběhu. Zápas trvající 122 minut začal ve 23.58 hodin, což znamenalo rekord v nejpozdnějším rozehrání utkání v celé historii Australian Open. Pozdržení startu způsobil 245 minut trvající odpolední duel mezi Alexandrem Zverevem a Rafaelem Nadalem v Rod Laver Arena, jenž na centrálním dvorci oddálil začátek večerního programu. Úvodní večerní zápas Gavrilovová–Bacsinszká byl rozehrán ve 21.00 hodin a skončil krátce před půlnocí.

#### 7. den

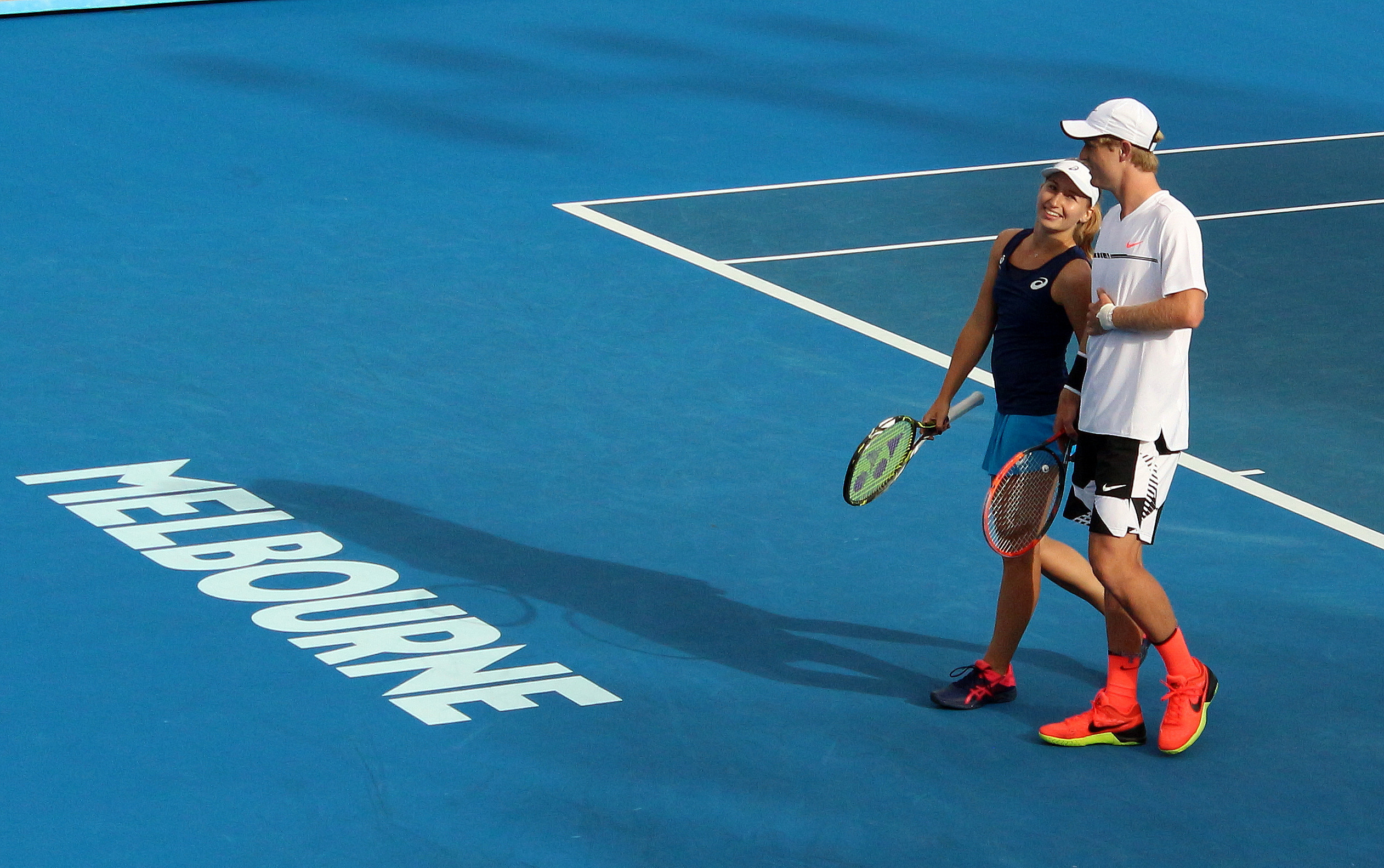
Australský pár Darja Gavrilovová a Luke Saville ve smíšené soutěži

Padesátý hráč žebříčku Mischa Zverev z Německa vyřadil britskou světovou jedničku Andyho Murrayho ve čtyřech setech čtvrtého kola. S níže postaveným hráčem Skot na grandslamu naposledy předtím prohrál na Australian Open 2006, když jej zastavil 51. muž klasifikace Juan Ignacio Chela z Argentiny. Murray se tak stal nejčasněji vyřazeným nejvýše nasazeným hráčem Australian Open od Lleytona Hewitta, který skončil v téže fázi během sezóny 2003. Poprvé od roku 2002 nepostoupila v mužském singlu melbournského majoru světová jednička ani dvojka do čtvrtfinále.
Během čtvrtého kola dovolila Američanka Coco Vandewegheová uhrát obhájkyni trofeje a německé světové jedničce Angelique Kerberové jen pět gamů.
Australian Open 2017 se tak stal prvním ročníkem úvodního grandslamu sezóny v otevřené éře, na němž vypadli nejvýše nasazení v obou singlových soutěžích před branami čtvrtfinále. Naposledy předtím byly na grandslamu obě světové jedničky vyřazeny stejný den během US Open 2003, když Agassi v semifinále podlehl Fererrovi a Heninová ve finále porazila Clijstersovou.

#### 8. den
David Goffin se stal prvním belgickým mužem v historii, který se probojoval do čtvrtfinále dvouhry australského grandslamu.
Chorvatka Mirjana Lučićová Baroniová postoupila do svého prvního grandslamového čtvrtfinále za předchozích 18 let, když naposledy v této fázi startovala ve Wimbledonu 1999, kde skončila v semifinále na raketě Steffi Grafové.

#### 9. den

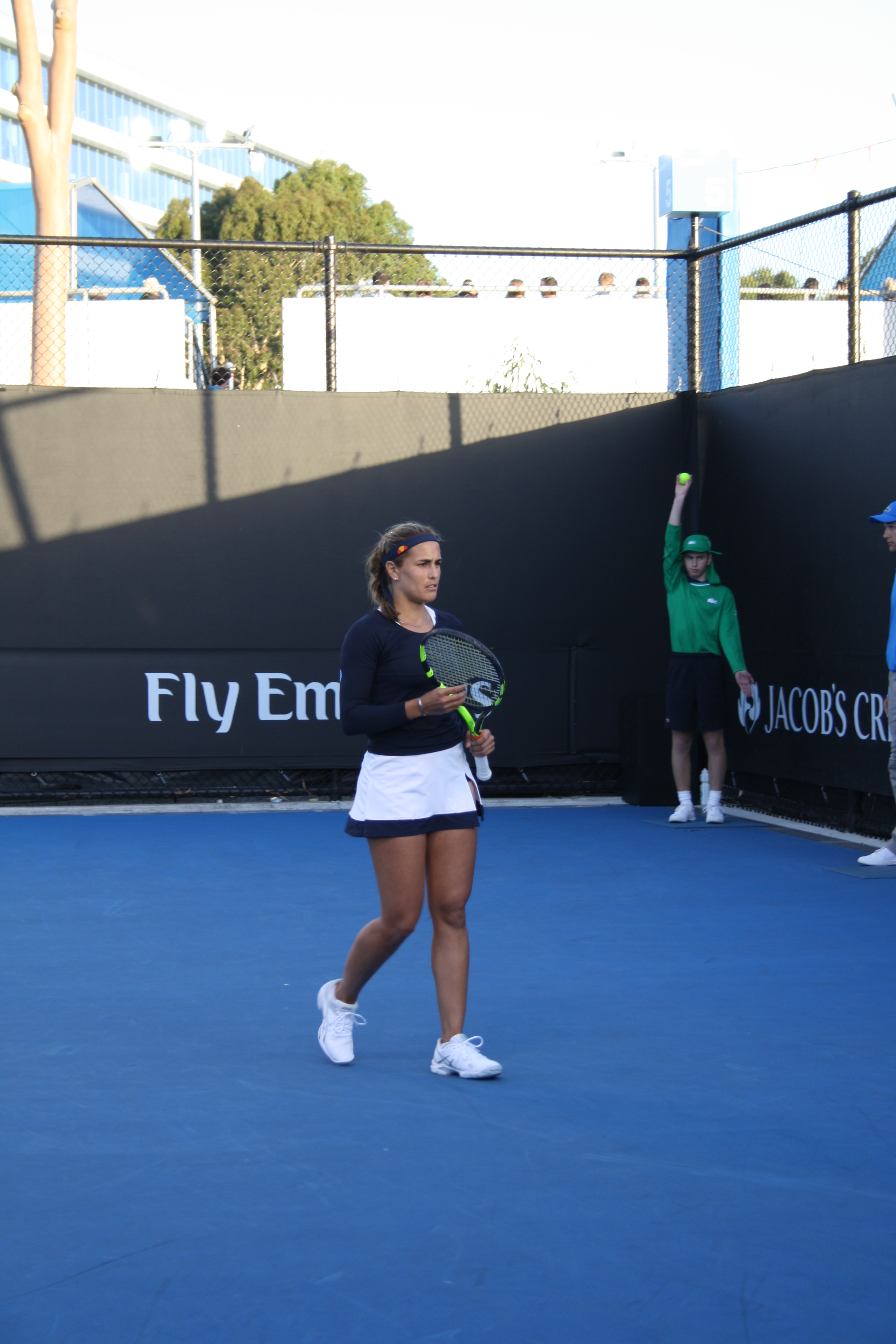
Úřadující olympijská vítězka Mónica Puigová vypadla ve druhém kole dvouhry

Američanka Venus Williamsová porazila ve čtvrtfinále Rusku Anastasiji Pavljučenkovovou, což znamenalo její 50. vyhraný zápas na Australian Open a třetí účast v této fázi turnaje. Ve věku 36 let a 7 měsíců se stala nejstarší semifinalistkou dvouhry grandslamu od Wimbledonu 1994, kde se do finále probojovala Martina Navrátilová.

#### 10. den
Španěl Rafael Nadal vyřadil ve čtvrtfinále třetího nasazeného kanadského hráče Milose Raonice, čímž na Australian Open zvítězil v 50. zápase a popáté postoupil do této fáze turnaje.

#### 11. den
Šestou finálovou účastí vyrovnal Švýcar Roger Federer rekord otevřené éry, jenž držel Novak Djoković. Švýcarský tenista do něj prošel poprvé od roku 2010. Ve svém třináctém semifinále vyřadil krajana Stana Wawrinku po pětisetové bitvě. Zvýšil tím aktivní poměr vzájemných zápasů na 19–3 a v mužském tenise navýšil rekordní počet grandslamových finálových účastí na dvacet osm.
Do devátého vzájemného finále na grandslamu postoupily sestry Serena a Venus Williamsovy, které se na okruhu celkově střetly ve dvaceti sedmi utkáních. Aktivní bilanci výher drží mladší Serena Williamsová poměrem 16–11, z toho v grandslamových finále 6–2. Ta usiluje o rekordní dvacátou třetí grandslamovou trofej v open éře, sedmou z Melbourne Parku a návrat do čela světové klasifikace. 36letá Venus Williamsová se stala nejstarší finalistkou Australian Open v otevřené éře a v závěrečném duelu se představí poprvé od roku 2003. Do grandslamového finále se naposledy předtím probojovala ve Wimbledonu 2009.

#### 12. den
Turnaj se stal prvním grandslamem v otevřené éře, na němž bylo všem čtyřem finalistům singlových soutěží více než 30 let.

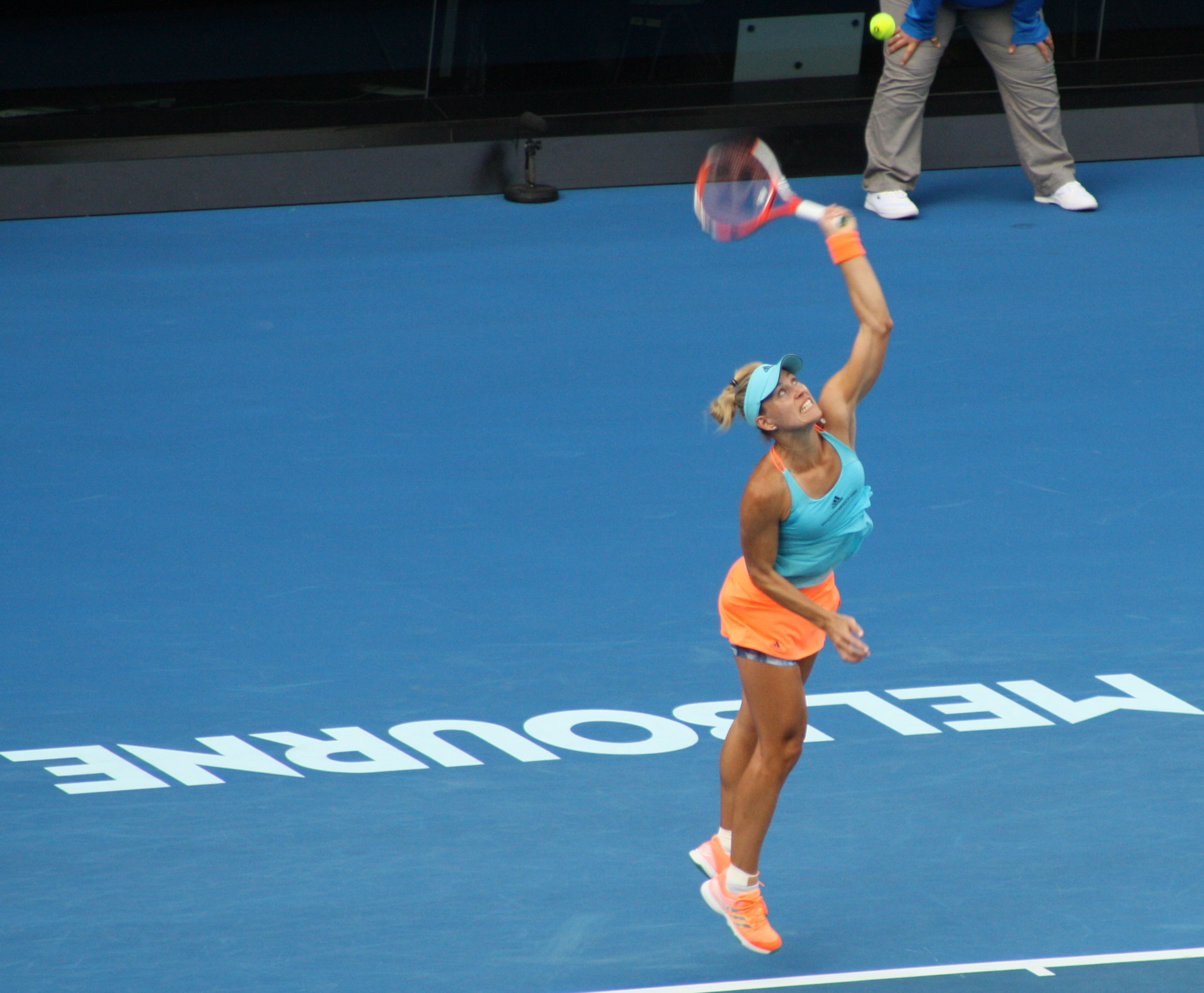
Angelique Kerberová hrála poprvé na grandslamu v roli světové jedničky

Finále dvouhry kvadruplegiků, konané v Rod Laver Arena, se stalo vůbec prvním zápasem vozíčkářů odehraným na centrálním dvorci v historii grandslamu. Třetí triumf v řadě v něm získal Australan Dylan Alcott, jenž zdolal Brita Andrewa Lapthorna po dvousetovém průběhu 6–2 a 6–2 za 1.09 hodiny.

#### 13. den
Vítězstvím Sereny Williamsové ve finále dvouhry nad starší sestrou Venus Williamsovou získala Američanka rekordní dvacátý třetí grandslamový titul, čímž vytvořila nový rekord open éry. Pouze jedna trofej ji scházela na absolutní rekord Australanky Margaret Courtové. Sedmý titul také znamenal rekordní hodnotu v otevřené éře.

#### 14. den
Roger Federer vybojoval pátý titul na Australian Open a navýšil rekordní počet mužských grandslamových trofejí z dvouhry na osmnáct. Stal se také prvním mužem historie, který dokázal pětkrát zvítězit na třech různých grandslamech. Jednalo se o jeho první turnaj v kariéře, na němž odehrál tři pětisetové zápasy.

## Mediální pokrytí
V Austrálii držela práva na živé vysílání stanice Seven Network, na jejímž prvním programu Channel Seven byla přenášena většina utkání. Každý zápas byl také volně dostupný na streamu 7Tennis v mobilní aplikaci.
V asijsko-pacifickém regionu se jednalo o televizní kanály CCTV, iQiyi, Shanghai TV (ČLR), Sony SIX (Indie), Sky TV (Nový Zéland) a Fox Sports Asia. Na evropském kontinentu signál šířil Eurosport.
Na Středním východu pak turnaj přenášely beIN Sports a v subsaharské frankofonní Africe stanice SuperSport a Eurosport. Pokrytí na americkém kontinentu zajišťovala ESPN, jejíž programy ESPN2 a ESPN3 zprostředkovávaly zápasy ve Spojených státech. ESPN International vysílala v Latinské Americe a v Kanadě pak kanál TSN/RDS.

## Vítězové

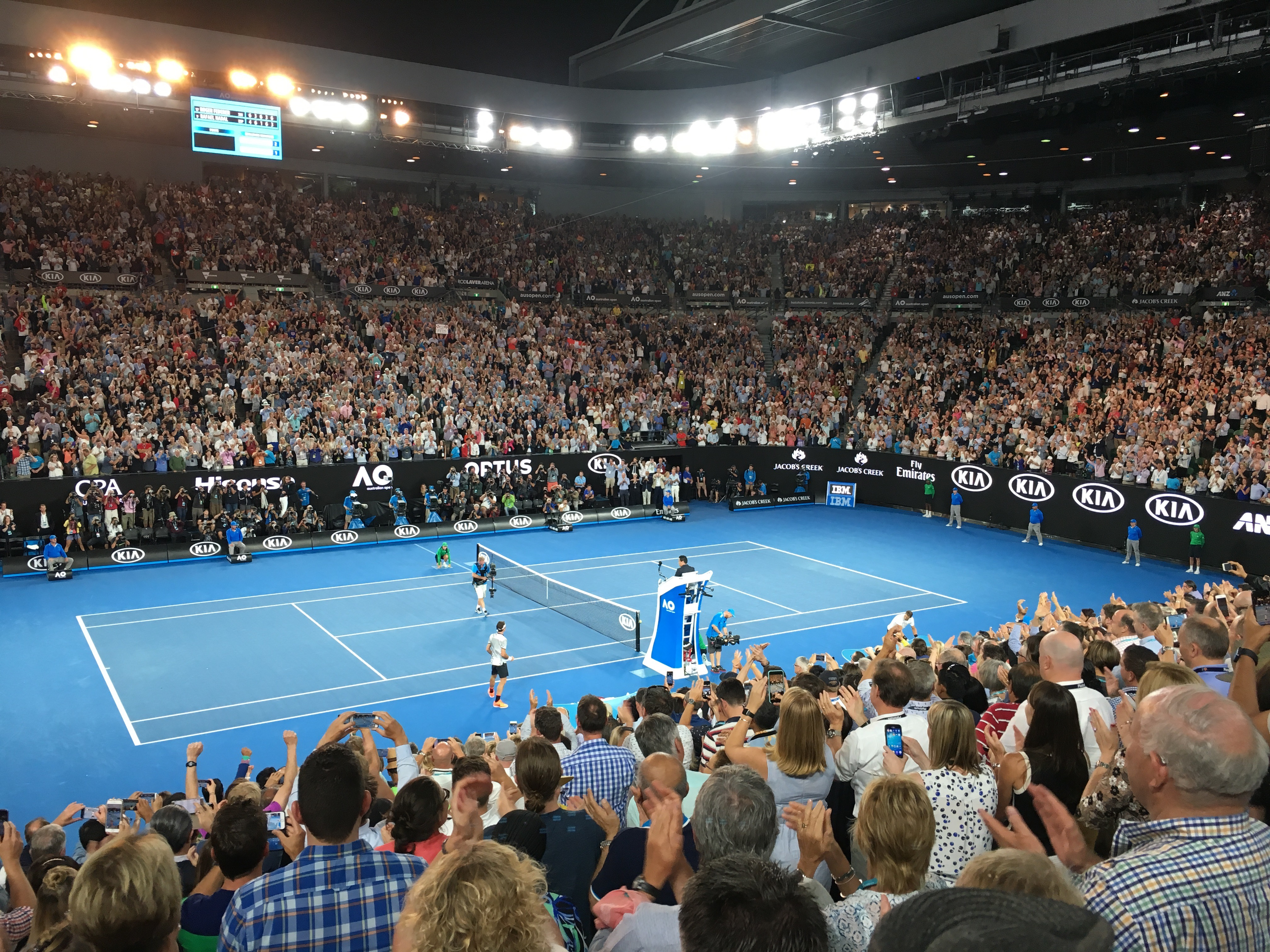
Okamžiky po skončení finále mužské dvouhry mezi Federerem a Nadalem v Rod Laver Arena

V mužské dvouhře popáté v areálu Melbourne Parku triumfoval švýcarský tenista Roger Federer, jenž si vítězstvím na turnaji zajistil návrat do elitní desítky žebříčku ATP. Grandslamlavou trofej získal po téměř pěti letech, kdy v roce 2012 triumfoval na trávě ve Wimbledonu a ziskem 18. trofeje zvýšil své vedení v historických tabulkách mužské dvouhry. V 35 letech se pak stal druhým nejstarším vítězem grandslamu v open éře, když jen v roce 1972, tehdy 37letý Australan Ken Rosewall, dokázal ovládnout Australian Open.
Ženskou dvouhru vyhrála Američanka Serena Williamsová, která se tak vrátila na 1. místo žebříčku WTA. Triumf pro ni znamenal rekordní dvacátou třetí grandslamovou trofej, kterou se na čele statistiky otevřené éry odpoutala od Němky Steffi Grafové. Rekordním se v open éře stal i sedmý titul z Australian Open, když za absolutním rekordem jedenácti výher Margaret Courtové zaostávala o čtyři turnajová vítězství.
V mužské čtyřhře si premiérovou grandslamovou trofej připsal pár složený z Fina Henriho Kontinena a Australana Johna Peerse, jenž ve finále zdolal americké bratrské duo Boba a Mikea Bryanovi. Zvýšil tak poměr vzájemných utkání na 3–0. Peers se stal prvním australským vítězem v Melbourne od roku 2001 a triumfu Todda Woodbridge.
Ženskou čtyřhru ovládla americko-česká dvojice Bethanie Matteková-Sandsová a Lucie Šafářová, která tak v Melbourne Parku – po triumfu z roku 2015 –, prodloužila zápasovou neporazitelnost na 12–0. Obě členky páru získaly čtvrtý grandslamový titul z ženského debla a Šafářová se poprvé v kariéře stala světovou dvojkou žebříčku WTA ve čtyřhře.
Vítězi míšené čtyřhry se stali Abigail Spearsová z USA a Juan Sebastián Cabal z Kolumbie, jenž jako nenasazený pár zdolal ve finále druhou nasazenou dvojici Indku Saniu Mirzaoou a Chorvata Ivana Dodiga, když v průběhu turnaje neztratili jediný set. Pro oba vítěze se jednalo o premiérový vavřín z mixu, který rovněž znamenal první triumf na jednom z grandslamových turnajů.

### Galerie vítězů

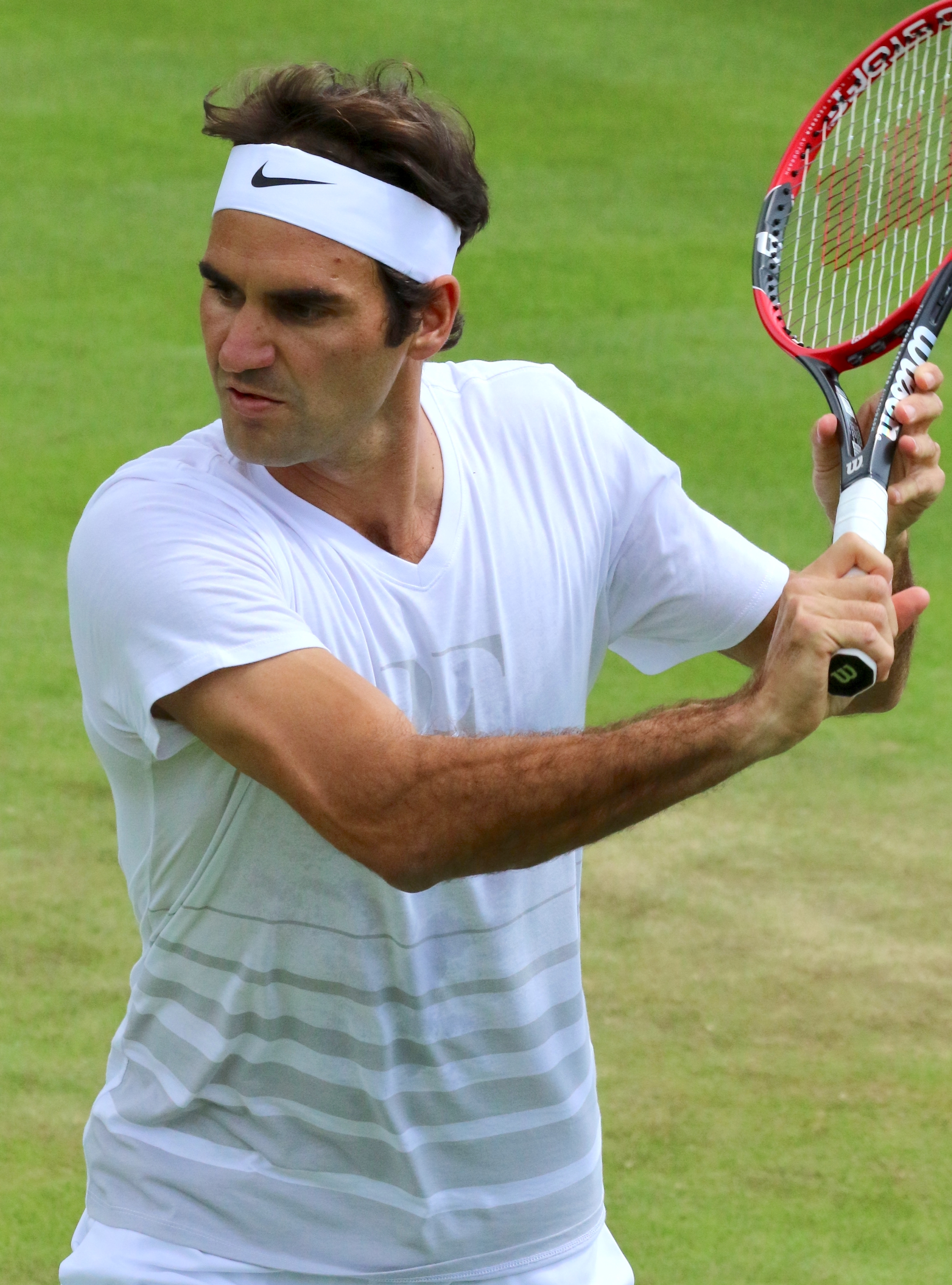
Roger Federer mužská dvouhra
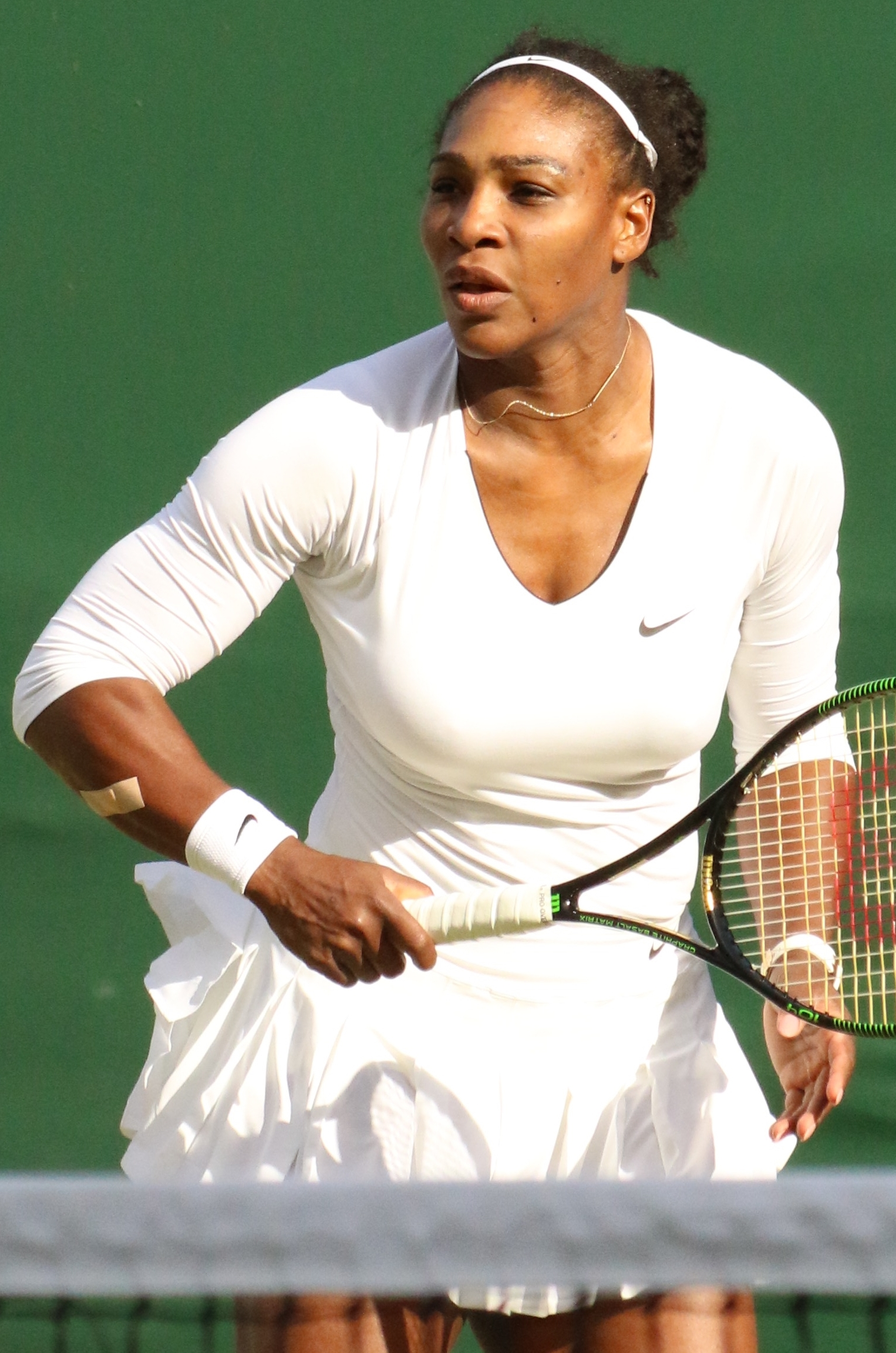
Serena Williamsová ženská dvouhra
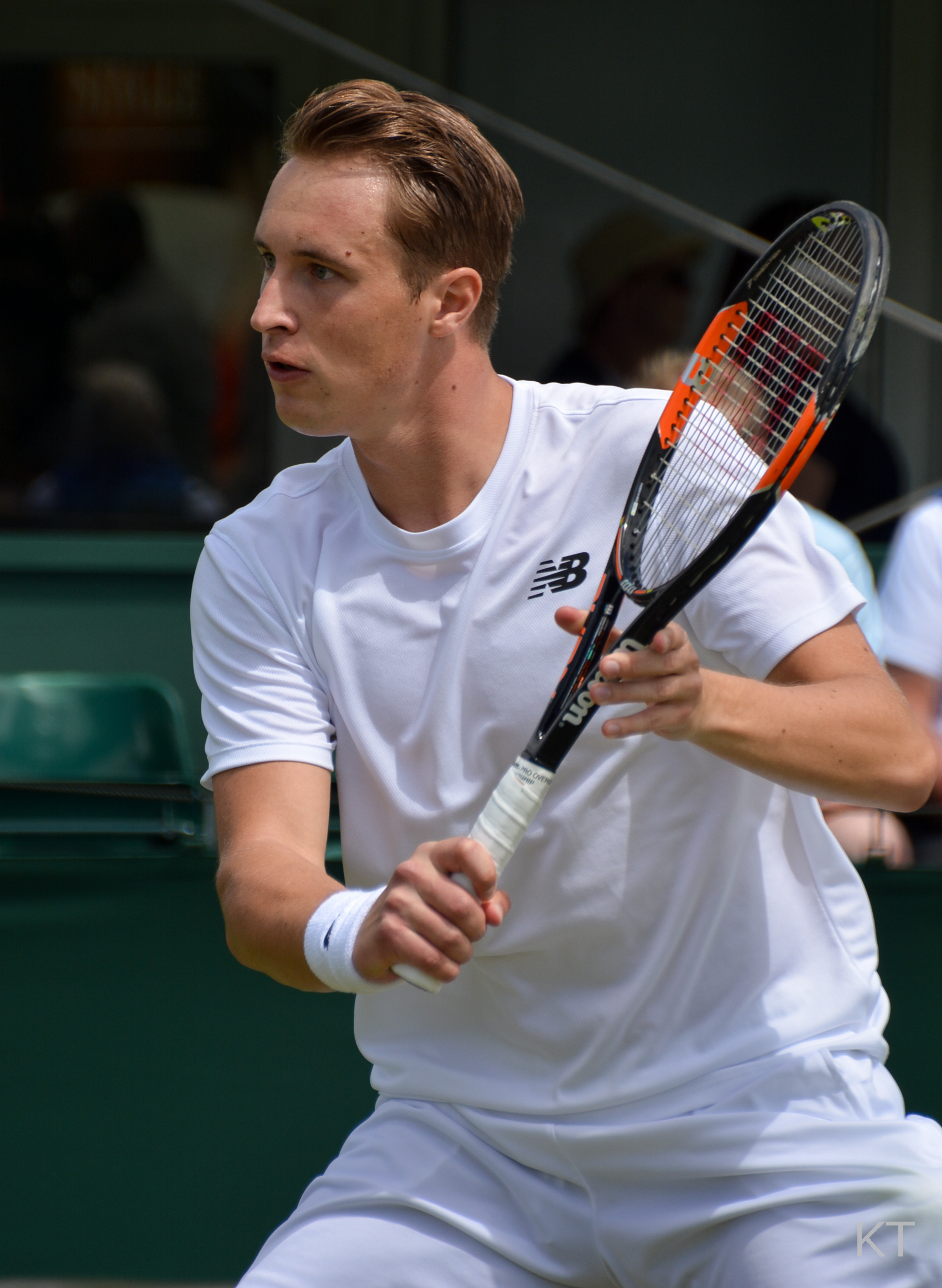
Henri Kontinen mužská čtyřhra
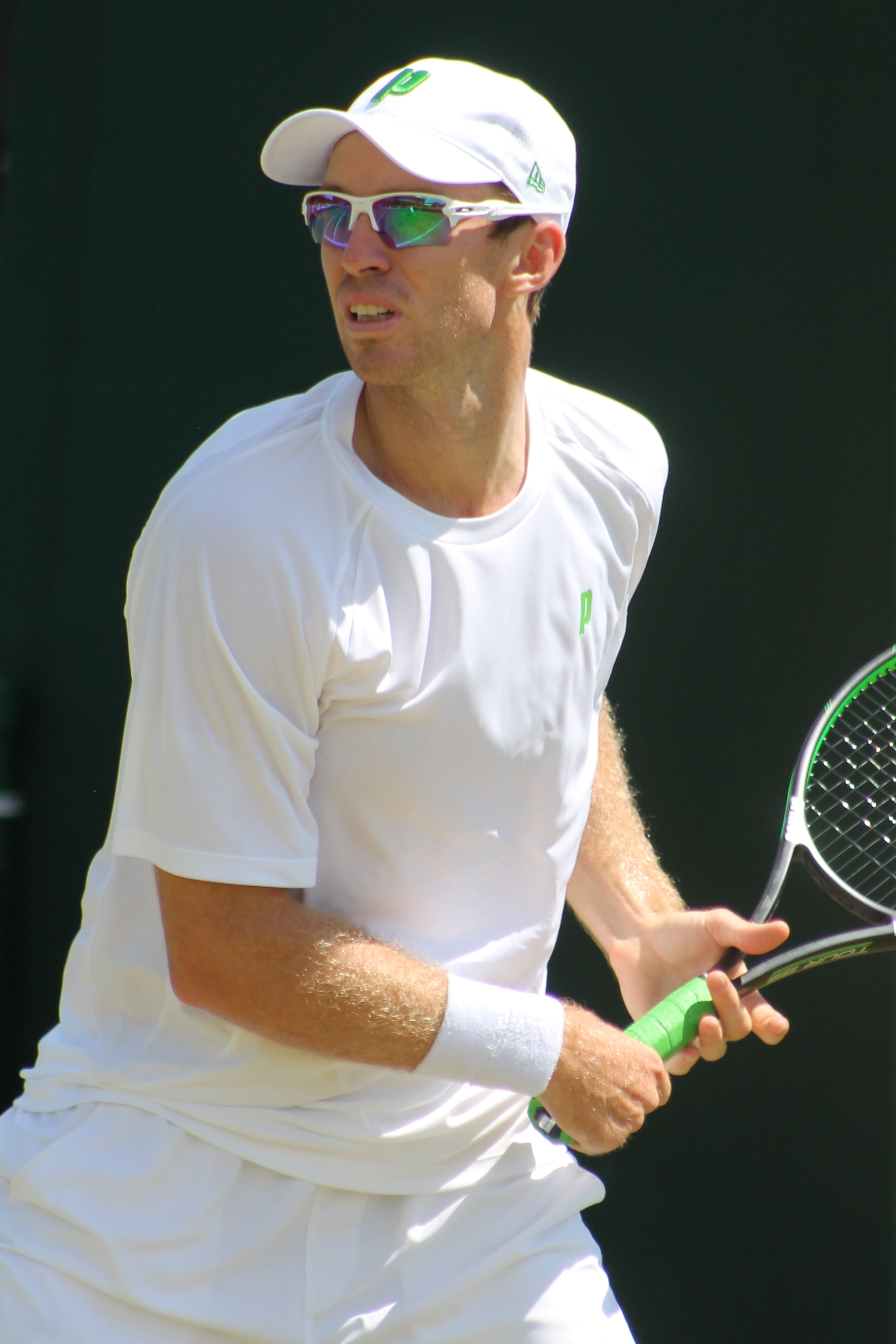
John Peers mužská čtyřhra
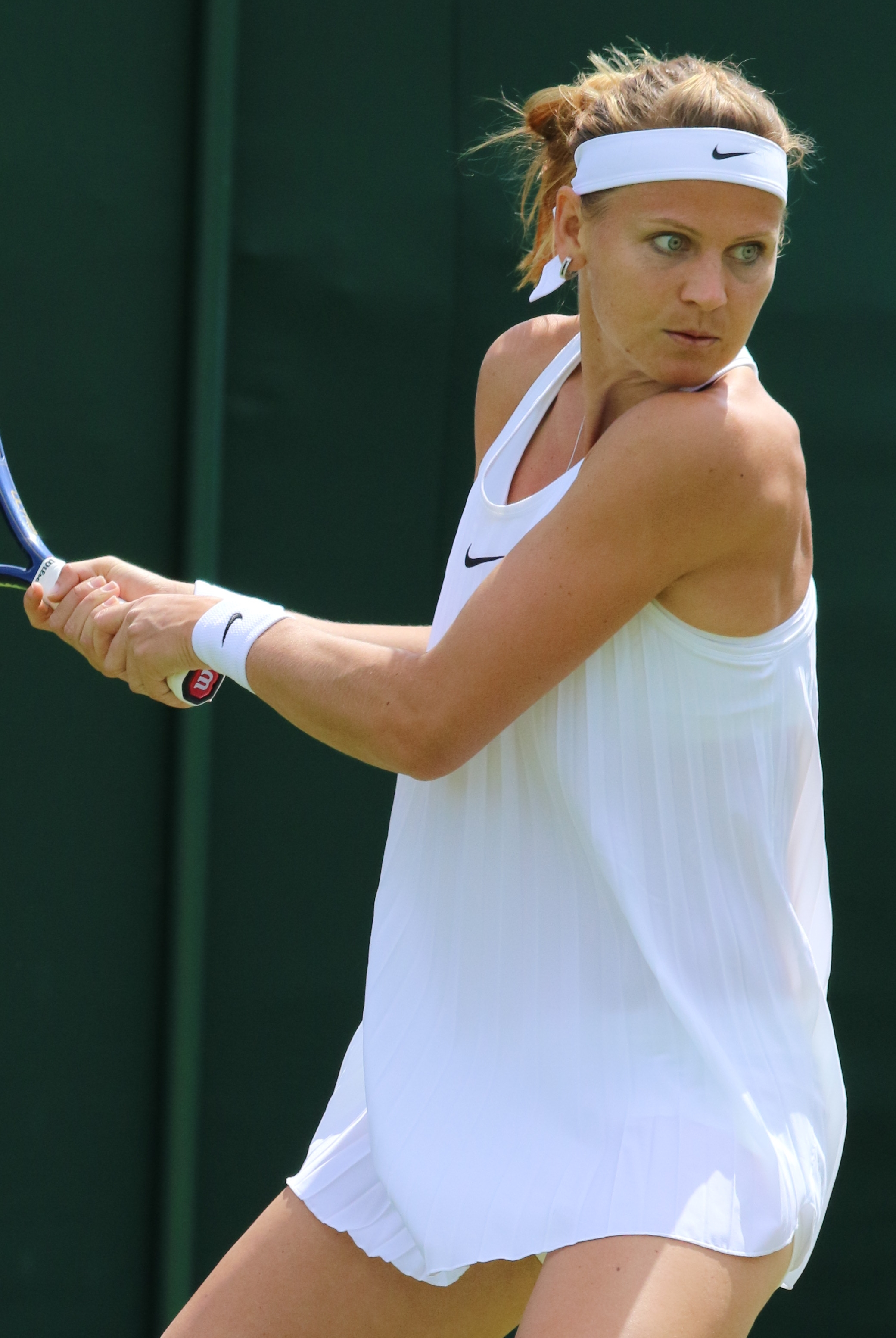
Lucie Šafářová ženská čtyřhra
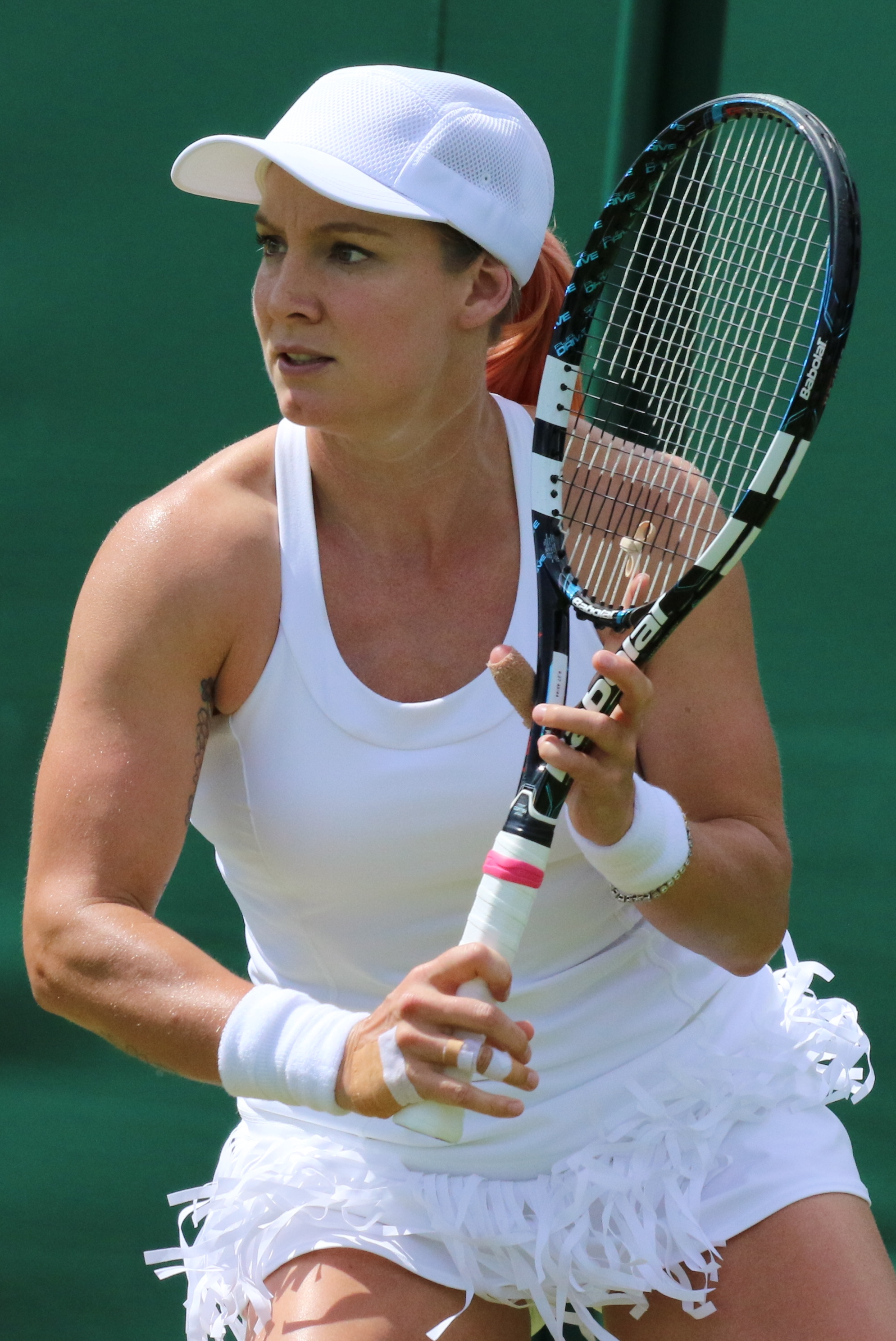
Bethanie Matteková-Sandsová ženská čtyřhra
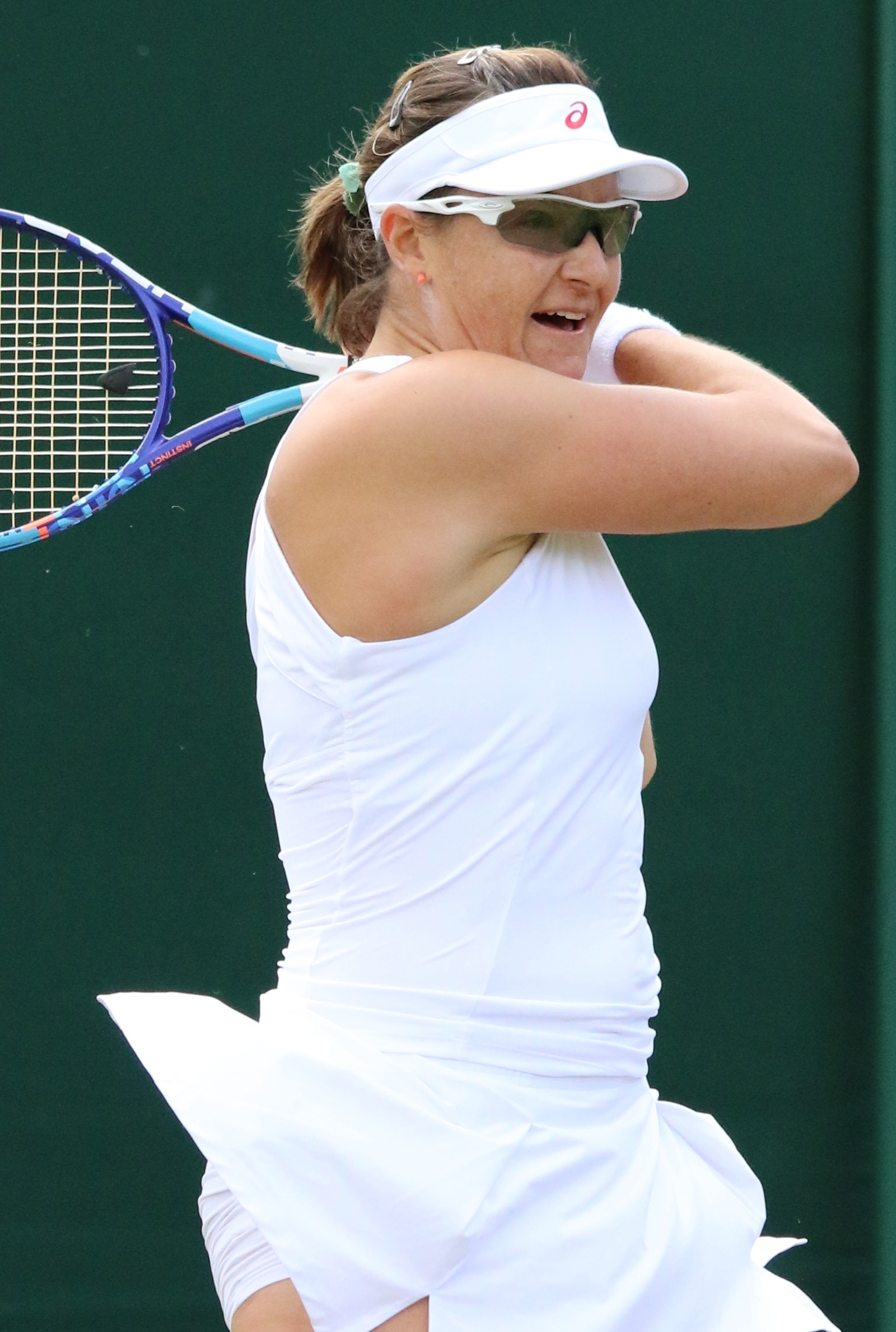
Abigail Spearsová smíšená čtyřhra
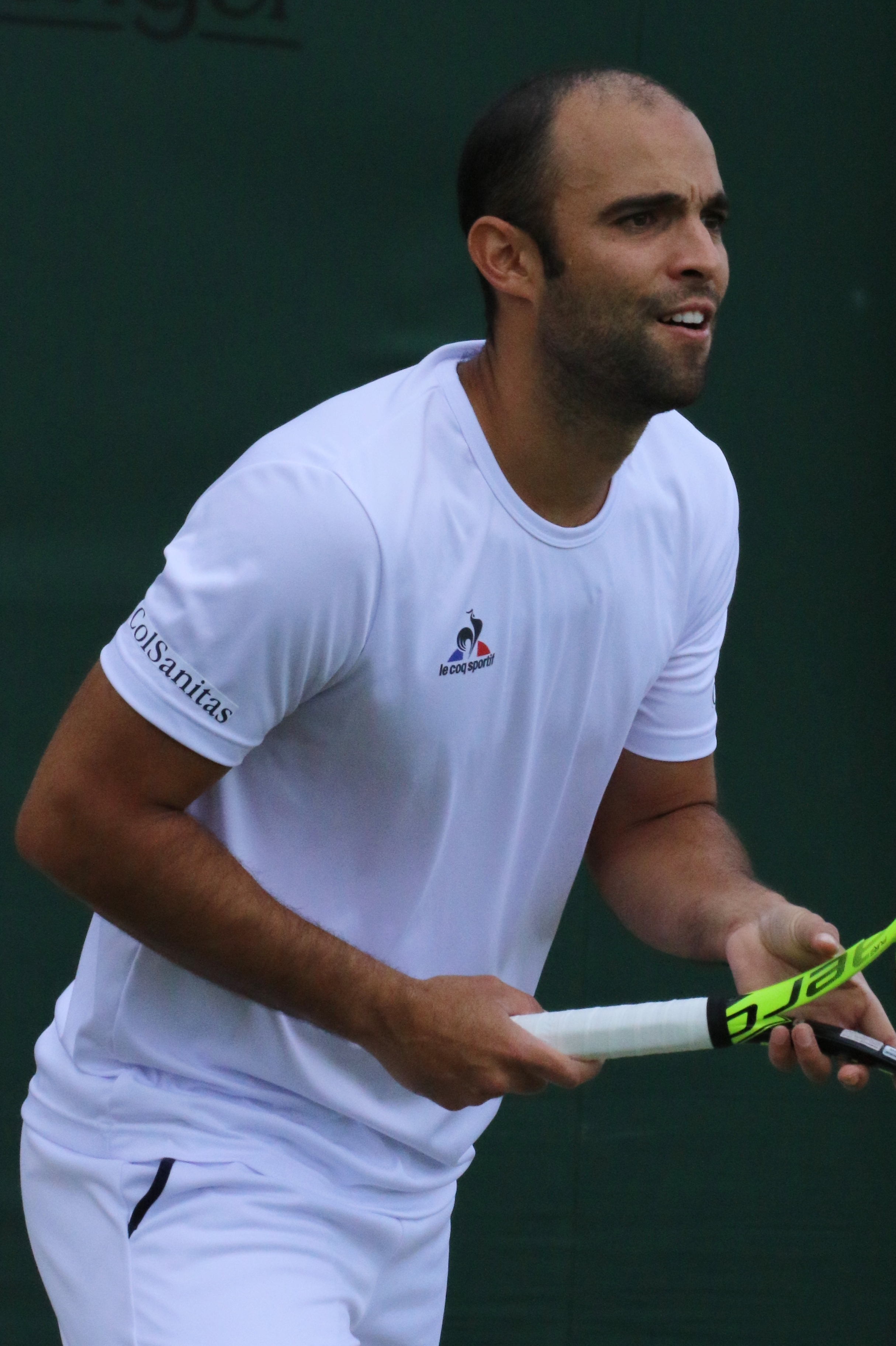
Juan Sebastián Cabal smíšená čtyřhra

## Statistiky
- Nejvíce es:  Ivo Karlović – 119 /  Serena Williamsová – 54;[40]
- Nejrychlejší podání:  Milos Raonic – 236 km/h /  Naomi Ósakaová – 198 km/h;[40]
- Nejvíce dvojchyb:  Alexander Zverev – 27 /  Coco Vandewegheová – 38;[40]
- Nejlepší procentuální úspěšnost prvního podání:  Martin Kližan – 120 ze 157 (76 %) /  Sara Erraniová – 93 ze 111 (84 %);[40]
- Nejvíce vyhraných míčů po prvním podání:  Tomáš Berdych – 94 ze 109 (86 %) /  Rebecca Šramková – 15 z 18 (83 %);[40]
- Nejvíce zreturnovaných prvních podání:  Roger Federer – 207 /  Serena Williamsová – 125;[40]
- Nejvíce vyhraných míčů po druhém podání:  Martin Kližan – 24 z 37 (65 %) /  Francesca Schiavoneová – 19 z 29 (66 %);[40]
- Nejvíce zreturnovaných druhých podání:  Rafael Nadal – 182 /  Venus Williamsová – 117;[40]
- Nejvíce proměněných brejkbolů:  Roger Federer – 37 /  Karolína Plíšková – 30;[40]
- Nejdelší výměny:
  - Nejdelší mužská výměna trvala 37 míčů a byla odehrána mezi Alexandrem Zverevem a Rafaelem Nadalem ve třetím kole za stavu 6–4, 3–6, 7–6, 3–6, 2–2 a výhoda z pohledu Zvereva, který výměnu vyhrál.[40]
  - Nejdelší ženská výměna trvala 34 míčů a byla odehrána mezi Angelique Kerberovou a Lesjou Curenkovou v prvním kole za stavu 6–2, 5–7, 1–2 a 30–30 z pohledu Kerberové, která výměnu prohrála.[40]

## Dotace turnaje
Celkový rozpočet Australian Open 2017 dosáhl rekordní výše 50 miliónů australských dolarů, což znamenalo meziroční nárůst o 14 %. Vítězové dvouhry obdrželi prémii 3 700 000 australských dolarů.
Částka dotace byla od Australian Open 2001 více než ztrojnásobena, když před šestnácti lety rozpočer činil 13,9 australských dolarů. Od roku 2014 došlo k jeho absolutnímu navýšení o 10 milionů a větší odměny byly přesunuty hráčům vyřazeným v úvodních kolech.
| Soutěž                              | vítězové    | finalisté   | semifinalisté | čtvrtfinalisté | 16 v kole | 32 v kole | 64 v kole | 128 v kole | Q3       | Q2       | Q1      |
| ----------------------------------- | ----------- | ----------- | ------------- | -------------- | --------- | --------- | --------- | ---------- | -------- | -------- | ------- |
| dvouhry                             | A$3 700 000 | A$1 900 000 | A$900 000     | A$440 000      | A$220 000 | A$130 000 | A$80 000  | A$50 000   | A$25 000 | A$12 500 | A$6 250 |
| čtyřhry                             | A$650 000   | A$325 000   | A$160 500     | A$80 000       | A$40 000  | A$23 000  | A$14 800  | —          | —        | —        | —       |
| mix                                 | A$150 000   | A$75 500    | A$37 500      | A$18 750       | A$9 000   | A$4 500   | —         | —          | —        | —        | —       |
| částka ve čtyřhře je uvedena na pár |             |             |               |                |           |           |           |            |          |          |         |

## Body do žebříčků ATP a WTA
Tabulka uvádí zisk bodů do žebříčku ATP a WTA v závislosti na kole turnaje, ve kterém tenista vypadl.
| Dospělí               | Dospělí  | Dospělí   | Dospělí       | Dospělí        | Dospělí   | Dospělí   | Dospělí   | Dospělí    | Dospělí | Dospělí | Dospělí | Dospělí |
| Soutěž                | vítězové | finalisté | semifinalisté | čtvrtfinalisté | 16 v kole | 32 v kole | 64 v kole | 128 v kole | Q       | Q3      | Q2      | Q1      |
| --------------------- | -------- | --------- | ------------- | -------------- | --------- | --------- | --------- | ---------- | ------- | ------- | ------- | ------- |
| dvouhra mužů          | 2000     | 1200      | 720           | 360            | 180       | 90        | 45        | 10         | 25      | 16      | 8       | 0       |
| čtyřhra mužů          | 2000     | 1200      | 720           | 360            | 180       | 90        | 0         | N/A        | N/A     | N/A     | N/A     | N/A     |
| dvouhra žen           | 2000     | 1300      | 780           | 430            | 240       | 130       | 70        | 10         | 40      | 30      | 20      | 2       |
| čtyřhra žen           | 2000     | 1300      | 780           | 430            | 240       | 130       | 10        | N/A        | N/A     | N/A     | N/A     | N/A     |
| Junioři               |          |           |               |                |           |           |           |            |         |         |         |         |
|                       | vítězové | finalisté | semifinalisté | čtvrtfinalisté | 16 v kole | 32 v kole | Q         | Q3         | N/A     | N/A     | N/A     | N/A     |
| dvouhra juniorů       | 375      | 270       | 180           | 120            | 75        | 30        | 25        | 20         | N/A     | N/A     | N/A     | N/A     |
| dvouhra juniorek      | 375      | 270       | 180           | 120            | 75        | 30        | 25        | 20         | N/A     | N/A     | N/A     | N/A     |
| čtyřhra juniorů       | 270      | 180       | 120           | 75             | 45        | N/A       | N/A       | N/A        | N/A     | N/A     | N/A     | N/A     |
| čtyřhra juniorek      | 270      | 180       | 120           | 75             | 45        | N/A       | N/A       | N/A        | N/A     | N/A     | N/A     | N/A     |
| Vozíčkáři             |          |           |               |                |           |           |           |            |         |         |         |         |
|                       | vítězové | finalisté | semifinalisté | čtvrtfinalisté | N/A       | N/A       | N/A       | N/A        | N/A     | N/A     | N/A     | N/A     |
| dvouhra               | 800      | 500       | 375           | 100            | N/A       | N/A       | N/A       | N/A        | N/A     | N/A     | N/A     | N/A     |
| čtyřhra               | 800      | 500       | 100           | —              | N/A       | N/A       | N/A       | N/A        | N/A     | N/A     | N/A     | N/A     |
| dvouhra kvadroplegiků | 800      | 500       | 100           | —              | N/A       | N/A       | N/A       | N/A        | N/A     | N/A     | N/A     | N/A     |
| čtyřhra kvadroplegiků | 800      | 100       | —             | —              | N/A       | N/A       | N/A       | N/A        | N/A     | N/A     | N/A     | N/A     |

## Odhlášení tenisté

### Muži
Úplný seznam
Úplné složení odstoupivších a hráčů, kteří je nahradili v mužské dvouhře.
- Kevin Anderson → nahradil jej  Čong Hjon
- Ričardas Berankis → nahradil jej  Víctor Estrella Burgos
- Thanasi Kokkinakis → nahradil jej  Peter Polansky
- John Millman → nahradil jej  Jared Donaldson
- Juan Mónaco → nahradil jej  Jošihito Nišioka
- Juan Martín del Potro → nahradil jej  Aljaž Bedene
- Tommy Robredo → nahradil jej  James Duckworth

### Ženy
| Nasazené tenistky            | Nasazené tenistky   | Nasazené tenistky | Nasazené tenistky | Nasazené tenistky | Nasazené tenistky | Nasazené tenistky  |
| Žebříček                     | hráčka              | bodový stav       | bodový stav       | bodový stav       | bodový stav       | odstoupila pro     |
| Žebříček                     | hráčka              | před turnajem     | obhajovala        | zisk              | po turnaji        | odstoupila pro     |
| ---------------------------- | ------------------- | ----------------- | ----------------- | ----------------- | ----------------- | ------------------ |
| 8.                           | Madison Keysová     | 4 137             | 240               | 0                 | 3 897             | poranění zápěstí   |
| 11.                          | Petra Kvitová       | 3 485             | 70                | 0                 | 3 415             | poranění levé ruky |
| 14.                          | Viktoria Azarenková | 2 591             | 430               | 0                 | 2 161             | mateřská dovolená  |
| žebříček WTA k 9. lednu 2017 |                     |                   |                   |                   |                   |                    |

Úplný seznam
Úplné složení odstoupivších a hráček, které je nahradily v ženské dvouhře.
- Viktoria Azarenková → nahradila ji  Patricia Maria Țigová
- Catherine Bellisová → nahradila ji  Anett Kontaveitová
- Anna-Lena Friedsamová → nahradila ji  Anna Tatišviliová
- Margarita Gasparjanová → nahradila ji  Karin Knappová
- Ana Ivanovićová→ nahradila ji  Mariana Duqueová Mariñová
- Madison Keysová → nahradila ji  Jekatěrina Alexandrovová
- Petra Kvitová → nahradila ji  Sie Šu-wej
- Johanna Larssonová → nahradila ji  Maryna Zanevská
- Sabine Lisická → nahradila ji  Chan Sin-jün
- Sloane Stephensová → nahradila ji  Samantha Crawfordová
- Alison Van Uytvancková → nahradila ji  Sara Sorribesová Tormová

## Dospělí

### Dvouhra mužů
|  | Čtvrtfinále | Čtvrtfinále        | Čtvrtfinále     | Čtvrtfinále  | Čtvrtfinále | Čtvrtfinále | Čtvrtfinále |               |               | Semifinále | Semifinále | Semifinále | Semifinále | Semifinále | Semifinále | Semifinále |  |  | Finále | Finále        | Finále | Finále | Finále | Finále | Finále |
|  |             |                    |                 |              |             |             |             |               |               |            |            |            |            |            |            |            |  |  |        |               |        |        |        |        |        |
|  |             | Mischa Zverev      | 1               | 5            | 2           |             |             |               |               |            |            |            |            |            |            |            |  |  |        |               |        |        |        |        |        |
|  | 17          | Roger Federer      | 6               | 7            | 6           |             |             |               |               |            |            |            |            |            |            |            |  |  |        |               |        |        |        |        |        |
|  | 17          | Roger Federer      | 6               | 7            | 6           |             | 17          | Roger Federer | 7             | 6          | 1          | 4          | 6          |            |            |            |  |  |        |               |        |        |        |        |        |
|  |             |                    |                 |              |             |             |             | Roger Federer | 7             | 6          | 1          | 4          | 6          |            |            |            |  |  |        |               |        |        |        |        |        |
|  |             | 4                  | Stan Wawrinka   | 5            | 3           | 6           | 6           | 3             |               |            |            |            |            |            |            |            |  |  |        |               |        |        |        |        |        |
|  | 4           | 4                  | Stan Wawrinka   | 5            | 3           | 6           | 6           | 3             | Stan Wawrinka | 7          | 6          | 6          |            |            |            |            |  |  |        |               |        |        |        |        |        |
|  | 4           |                    |                 |              |             |             |             |               | Stan Wawrinka | 7          | 6          | 6          |            |            |            |            |  |  |        |               |        |        |        |        |        |
|  | 12          | Jo-Wilfried Tsonga | 62              | 4            | 3           |             |             |               |               |            |            |            |            |            |            |            |  |  |        |               |        |        |        |        |        |
|  |             |                    |                 |              |             |             |             |               |               |            |            |            |            |            |            |            |  |  | 17     | Roger Federer | 6      | 3      | 6      | 3      | 6      |
|  |             |                    | 9               | Rafael Nadal | 4           | 6           | 1           | 6             | 3             |            |            |            |            |            |            |            |  |  |        |               |        |        |        |        |        |
|  | 9           | Rafael Nadal       | 6               | 79           | 6           |             |             |               |               |            |            |            |            |            |            |            |  |  |        |               |        |        |        |        |        |
|  | 3           | Milos Raonic       | 4               | 67           | 4           |             |             |               |               |            |            |            |            |            |            |            |  |  |        |               |        |        |        |        |        |
|  | 3           | Milos Raonic       | 4               | 67           | 4           |             | 9           | Rafael Nadal  | 6             | 5          | 7          | 64         | 6          |            |            |            |  |  |        |               |        |        |        |        |        |
|  |             |                    |                 |              |             |             |             | Rafael Nadal  | 6             | 5          | 7          | 64         | 6          |            |            |            |  |  |        |               |        |        |        |        |        |
|  |             | 15                 | Grigor Dimitrov | 3            | 7           | 65          | 7           | 4             |               |            |            |            |            |            |            |            |  |  |        |               |        |        |        |        |        |
|  | 11          | 15                 | Grigor Dimitrov | 3            | 7           | 65          | 7           | 4             | David Goffin  | 3          | 2          | 4          |            |            |            |            |  |  |        |               |        |        |        |        |        |
|  | 11          |                    |                 |              |             |             |             |               | David Goffin  | 3          | 2          | 4          |            |            |            |            |  |  |        |               |        |        |        |        |        |
|  | 15          | Grigor Dimitrov    | 6               | 6            | 6           |             |             |               |               |            |            |            |            |            |            |            |  |  |        |               |        |        |        |        |        |

### Dvouhra žen
|  | Čtvrtfinále | Čtvrtfinále                | Čtvrtfinále        | Čtvrtfinále | Čtvrtfinále |                   |                            | Semifinále | Semifinále | Semifinále | Semifinále | Semifinále |                   |   | Finále | Finále | Finále | Finále | Finále |
|  |             |                            |                    |             |             |                   |                            |            |            |            |            |            |                   |   |        |        |        |        |        |
|  |             | Coco Vandewegheová         | 6                  | 6           |             |                   |                            |            |            |            |            |            |                   |   |        |        |        |        |        |
|  | 7           | Garbiñe Muguruzaová        | 4                  | 0           |             |                   |                            |            |            |            |            |            |                   |   |        |        |        |        |        |
|  | 7           | Garbiñe Muguruzaová        | 4                  | 0           |             |                   | Coco Vandewegheová         | 7          | 2          | 3          |            |            |                   |   |        |        |        |        |        |
|  |             |                            |                    |             |             |                   | Coco Vandewegheová         | 7          | 2          | 3          |            |            |                   |   |        |        |        |        |        |
|  |             | 13                         | Venus Williamsová  | 63          | 6           | 6                 |                            |            |            |            |            |            |                   |   |        |        |        |        |        |
|  | 13          | 13                         | Venus Williamsová  | 63          | 6           | 6                 | Venus Williamsová          | 6          | 7          |            |            |            |                   |   |        |        |        |        |        |
|  | 13          |                            |                    |             |             |                   | Venus Williamsová          | 6          | 7          |            |            |            |                   |   |        |        |        |        |        |
|  | 24          | Anastasija Pavljučenkovová | 4                  | 63          |             |                   |                            |            |            |            |            |            |                   |   |        |        |        |        |        |
|  | 24          | Anastasija Pavljučenkovová | 4                  | 63          |             |                   |                            |            |            |            |            | 13         | Venus Williamsová | 4 | 4      |        |        |        |        |
|  |             |                            |                    |             |             |                   |                            |            |            |            |            |            |                   | 4 | 4      |        |        |        |        |
|  |             | 2                          | Serena Williamsová | 6           | 6           |                   |                            |            |            |            |            |            |                   |   |        |        |        |        |        |
|  | 5           | 2                          | Serena Williamsová | 6           | 6           | Karolína Plíšková | 4                          | 6          | 4          |            |            |            |                   |   |        |        |        |        |        |
|  | 5           |                            |                    |             |             | Karolína Plíšková | 4                          | 6          | 4          |            |            |            |                   |   |        |        |        |        |        |
|  |             | Mirjana Lučićová Baroniová | 6                  | 3           | 6           |                   |                            |            |            |            |            |            |                   |   |        |        |        |        |        |
|  |             | Mirjana Lučićová Baroniová | 6                  | 3           | 6           |                   | Mirjana Lučićová Baroniová | 2          | 1          |            |            |            |                   |   |        |        |        |        |        |
|  |             |                            |                    |             |             |                   | Mirjana Lučićová Baroniová | 2          | 1          |            |            |            |                   |   |        |        |        |        |        |
|  |             | 2                          | Serena Williamsová | 6           | 6           |                   |                            |            |            |            |            |            |                   |   |        |        |        |        |        |
|  | 9           | 2                          | Serena Williamsová | 6           | 6           | Johanna Kontaová  | 2                          | 3          |            |            |            |            |                   |   |        |        |        |        |        |
|  | 9           |                            |                    |             |             | Johanna Kontaová  | 2                          | 3          |            |            |            |            |                   |   |        |        |        |        |        |
|  | 2           | Serena Williamsová         | 6                  | 6           |             |                   |                            |            |            |            |            |            |                   |   |        |        |        |        |        |

### Čtyřhra mužů
|  | Čtvrtfinále | Čtvrtfinále                                | Čtvrtfinále                                | Čtvrtfinále | Čtvrtfinále |                              |    | Semifinále                      | Semifinále                | Semifinále | Semifinále | Semifinále |  |  | Finále | Finále | Finále | Finále | Finále |
|  |             |                                            |                                            |             |             |                              |    |                                 |                           |            |            |            |  |  |        |        |        |        |        |
|  | 1           | Pierre-Hugues Herbert Nicolas Mahut        | 62                                         | 6           | 4           |                              |    |                                 |                           |            |            |            |  |  |        |        |        |        |        |
|  | WC          | Marc Polmans Andrew Whittington            | 7                                          | 2           | 6           |                              |    |                                 |                           |            |            |            |  |  |        |        |        |        |        |
|  | WC          | Marc Polmans Andrew Whittington            | 7                                          | 2           | 6           |                              | WC | Marc Polmans Andrew Whittington | 4                         | 4          |            |            |  |  |        |        |        |        |        |
|  |             |                                            |                                            |             |             |                              | WC | Marc Polmans Andrew Whittington | 4                         | 4          |            |            |  |  |        |        |        |        |        |
|  |             | 4                                          | Henri Kontinen John Peers                  | 6           | 6           |                              |    |                                 |                           |            |            |            |  |  |        |        |        |        |        |
|  | 4           | 4                                          | Henri Kontinen John Peers                  | 6           | 6           | Henri Kontinen John Peers    | 7  | 6                               |                           |            |            |            |  |  |        |        |        |        |        |
|  | 4           |                                            |                                            |             |             | Henri Kontinen John Peers    | 7  | 6                               |                           |            |            |            |  |  |        |        |        |        |        |
|  |             | Samuel Groth Chris Guccione                | 5                                          | 3           |             |                              |    |                                 |                           |            |            |            |  |  |        |        |        |        |        |
|  |             |                                            |                                            |             |             |                              |    | 4                               | Henri Kontinen John Peers | 7          | 7          |            |  |  |        |        |        |        |        |
|  |             |                                            |                                            |             |             |                              |    |                                 |                           |            |            |            |  |  |        |        |        |        |        |
|  |             | 3                                          | Bob Bryan Mike Bryan                       | 5           | 5           |                              |    |                                 |                           |            |            |            |  |  |        |        |        |        |        |
|  | 9           | 3                                          | Bob Bryan Mike Bryan                       | 5           | 5           | Ivan Dodig Marcel Granollers | 65 | 7                               | 4                         |            |            |            |  |  |        |        |        |        |        |
|  | 9           |                                            |                                            |             |             | Ivan Dodig Marcel Granollers | 65 | 7                               | 4                         |            |            |            |  |  |        |        |        |        |        |
|  | 3           | Bob Bryan Mike Bryan                       | 7                                          | 5           | 6           |                              |    |                                 |                           |            |            |            |  |  |        |        |        |        |        |
|  | 3           | Bob Bryan Mike Bryan                       | 7                                          | 5           | 6           |                              | 3  | Bob Bryan Mike Bryan            | 7                         | 6          |            |            |  |  |        |        |        |        |        |
|  |             |                                            |                                            |             |             |                              | 3  | Bob Bryan Mike Bryan            | 7                         | 6          |            |            |  |  |        |        |        |        |        |
|  |             |                                            | Pablo Carreño Busta Guillermo García-López | 61          | 3           |                              |    |                                 |                           |            |            |            |  |  |        |        |        |        |        |
|  |             | Pablo Carreño Busta Guillermo García-López | Pablo Carreño Busta Guillermo García-López | 61          | 3           | 7                            | 4  | 6                               |                           |            |            |            |  |  |        |        |        |        |        |
|  |             | Pablo Carreño Busta Guillermo García-López |                                            |             |             | 7                            | 4  | 6                               |                           |            |            |            |  |  |        |        |        |        |        |
|  | WC          | Alex Bolt Bradley Mousley                  | 64                                         | 6           | 3           |                              |    |                                 |                           |            |            |            |  |  |        |        |        |        |        |

### Čtyřhra žen
|  | Čtvrtfinále | Čtvrtfinále                                | Čtvrtfinále                                | Čtvrtfinále | Čtvrtfinále |                                               |                         | Semifinále                                | Semifinále | Semifinále | Semifinále | Semifinále |                               |   | Finále | Finále | Finále | Finále | Finále |
|  |             |                                            |                                            |             |             |                                               |                         |                                           |            |            |            |            |                               |   |        |        |        |        |        |
|  | 1           | Caroline Garciaová Kristina Mladenovicová  | 1                                          | 6           | 6           |                                               |                         |                                           |            |            |            |            |                               |   |        |        |        |        |        |
|  | WC          | Ashleigh Bartyová Casey Dellacquová        | 6                                          | 2           | 1           |                                               |                         |                                           |            |            |            |            |                               |   |        |        |        |        |        |
|  | WC          | Ashleigh Bartyová Casey Dellacquová        | 6                                          | 2           | 1           |                                               | 1                       | Caroline Garciaová Kristina Mladenovicová | 64         | 2          |            |            |                               |   |        |        |        |        |        |
|  |             |                                            |                                            |             |             |                                               | 1                       | Caroline Garciaová Kristina Mladenovicová | 64         | 2          |            |            |                               |   |        |        |        |        |        |
|  |             | 12                                         | Andrea Hlaváčková Pcheng Šuaj              | 7           | 6           |                                               |                         |                                           |            |            |            |            |                               |   |        |        |        |        |        |
|  | 3           | 12                                         | Andrea Hlaváčková Pcheng Šuaj              | 7           | 6           | Jekatěrina Makarovová Jelena Vesninová        | 5                       | 65                                        |            |            |            |            |                               |   |        |        |        |        |        |
|  | 3           |                                            |                                            |             |             | Jekatěrina Makarovová Jelena Vesninová        | 5                       | 65                                        |            |            |            |            |                               |   |        |        |        |        |        |
|  | 12          | Andrea Hlaváčková Pcheng Šuaj              | 7                                          | 7           |             |                                               |                         |                                           |            |            |            |            |                               |   |        |        |        |        |        |
|  | 12          | Andrea Hlaváčková Pcheng Šuaj              | 7                                          | 7           |             |                                               |                         |                                           |            |            |            | 12         | Andrea Hlaváčková Pcheng Šuaj | 7 | 3      | 3      |        |        |        |
|  |             |                                            |                                            |             |             |                                               |                         |                                           |            |            |            |            |                               | 7 | 3      | 3      |        |        |        |
|  |             | 2                                          | Bethanie Matteková-Sandsová Lucie Šafářová | 64          | 6           |                                               |                         |                                           |            |            |            |            |                               |   |        |        |        |        |        |
|  |             | 2                                          | Bethanie Matteková-Sandsová Lucie Šafářová | 64          | 6           | Mirjana Lučićová Baroniová Andrea Petkovicová | 3                       | 3                                         |            |            |            |            |                               |   |        |        |        |        |        |
|  |             |                                            |                                            |             |             | Mirjana Lučićová Baroniová Andrea Petkovicová | 3                       | 3                                         |            |            |            |            |                               |   |        |        |        |        |        |
|  |             | Eri Hozumiová Miju Katová                  | 6                                          | 6           |             |                                               |                         |                                           |            |            |            |            |                               |   |        |        |        |        |        |
|  |             | Eri Hozumiová Miju Katová                  | 6                                          | 6           |             | Eri Hozumiová Miju Katová                     | 2                       | 6                                         | 4          |            |            |            |                               |   |        |        |        |        |        |
|  |             |                                            |                                            |             |             |                                               | 2                       | 6                                         | 4          |            |            |            |                               |   |        |        |        |        |        |
|  |             | 2                                          | Bethanie Matteková-Sandsová Lucie Šafářová | 6           | 4           | 6                                             |                         |                                           |            |            |            |            |                               |   |        |        |        |        |        |
|  | 11          | 2                                          | Bethanie Matteková-Sandsová Lucie Šafářová | 6           | 4           | 6                                             | Raquel Atawová Sü I-fan | 1                                         | 1          |            |            |            |                               |   |        |        |        |        |        |
|  | 11          |                                            |                                            |             |             |                                               | Raquel Atawová Sü I-fan | 1                                         | 1          |            |            |            |                               |   |        |        |        |        |        |
|  | 2           | Bethanie Matteková-Sandsová Lucie Šafářová | 6                                          | 6           |             |                                               |                         |                                           |            |            |            |            |                               |   |        |        |        |        |        |

### Smíšená čtyřhra
|  | Čtvrtfinále | Čtvrtfinále                            | Čtvrtfinále                            | Čtvrtfinále | Čtvrtfinále                      |                                |                                  | Semifinále | Semifinále                             | Semifinále | Semifinále | Semifinále |  |  | Finále | Finále | Finále | Finále | Finále |
|  |             |                                        |                                        |             |                                  |                                |                                  |            |                                        |            |            |            |  |  |        |        |        |        |        |
|  | 1           | Bethanie Matteková-Sandsová Mike Bryan |                                        |             |                                  |                                |                                  |            |                                        |            |            |            |  |  |        |        |        |        |        |
|  |             | Elina Svitolinová Chris Guccione       | w/o                                    |             |                                  |                                |                                  |            |                                        |            |            |            |  |  |        |        |        |        |        |
|  |             | Elina Svitolinová Chris Guccione       | w/o                                    |             | Elina Svitolinová Chris Guccione | 61                             | 2                                |            |                                        |            |            |            |  |  |        |        |        |        |        |
|  |             |                                        |                                        |             |                                  |                                | 2                                |            |                                        |            |            |            |  |  |        |        |        |        |        |
|  |             |                                        | Abigail Spearsová Juan Sebastián Cabal | 7           | 6                                |                                |                                  |            |                                        |            |            |            |  |  |        |        |        |        |        |
|  |             | Michaëlla Krajiceková Raven Klaasen    | Abigail Spearsová Juan Sebastián Cabal | 7           | 6                                | 4                              | 3                                |            |                                        |            |            |            |  |  |        |        |        |        |        |
|  |             | Michaëlla Krajiceková Raven Klaasen    |                                        |             |                                  | 4                              | 3                                |            |                                        |            |            |            |  |  |        |        |        |        |        |
|  |             | Abigail Spearsová Juan Sebastián Cabal | 6                                      | 6           |                                  |                                |                                  |            |                                        |            |            |            |  |  |        |        |        |        |        |
|  |             |                                        |                                        |             |                                  |                                |                                  |            | Abigail Spearsová Juan Sebastián Cabal | 6          | 6          |            |  |  |        |        |        |        |        |
|  |             |                                        |                                        |             |                                  |                                |                                  |            |                                        |            |            |            |  |  |        |        |        |        |        |
|  |             | 2                                      | Sania Mirzaová Ivan Dodig              | 2           | 4                                |                                |                                  |            |                                        |            |            |            |  |  |        |        |        |        |        |
|  | WC          | 2                                      | Sania Mirzaová Ivan Dodig              | 2           | 4                                | Martina Hingisová Leander Paes | 3                                | 2          |                                        |            |            |            |  |  |        |        |        |        |        |
|  | WC          |                                        |                                        |             |                                  | Martina Hingisová Leander Paes | 3                                | 2          |                                        |            |            |            |  |  |        |        |        |        |        |
|  | WC          | S Stosur S Groth                       | 6                                      | 6           |                                  |                                |                                  |            |                                        |            |            |            |  |  |        |        |        |        |        |
|  | WC          | S Stosur S Groth                       | 6                                      | 6           |                                  | WC                             | Samantha Stosurová Samuel Groth  | 4          | 6                                      | [5]        |            |            |  |  |        |        |        |        |        |
|  |             |                                        |                                        |             |                                  |                                | Samantha Stosurová Samuel Groth  | 4          | 6                                      | [5]        |            |            |  |  |        |        |        |        |        |
|  |             | 2                                      | Sania Mirzaová Ivan Dodig              | 6           | 2                                | [10]                           |                                  |            |                                        |            |            |            |  |  |        |        |        |        |        |
|  |             | 2                                      | Sania Mirzaová Ivan Dodig              | 6           | 2                                | [10]                           | Gabriela Dabrowská Rohan Bopanna | 4          | 6                                      | [10]       |            |            |  |  |        |        |        |        |        |
|  |             |                                        |                                        |             |                                  |                                | Gabriela Dabrowská Rohan Bopanna | 4          | 6                                      | [10]       |            |            |  |  |        |        |        |        |        |
|  | 2           | Sania Mirzaová Ivan Dodig              | 6                                      | 3           | [12]                             |                                |                                  |            |                                        |            |            |            |  |  |        |        |        |        |        |

## Junioři

### Dvouhra juniorů
|  | Čtvrtfinále | Čtvrtfinále         | Čtvrtfinále   | Čtvrtfinále | Čtvrtfinále |                  |                 | Semifinále | Semifinále | Semifinále | Semifinále | Semifinále |              |   | Finále | Finále | Finále | Finále | Finále |
|  |             |                     |               |             |             |                  |                 |            |            |            |            |            |              |   |        |        |        |        |        |
|  | 1           | Wu I-ping           | 7             | 6           |             |                  |                 |            |            |            |            |            |              |   |        |        |        |        |        |
|  |             | Alexej Zacharov     | 5             | 3           |             |                  |                 |            |            |            |            |            |              |   |        |        |        |        |        |
|  |             | Alexej Zacharov     | 5             | 3           | 1           | Wu I-ping        | 4               | 6          | 2          |            |            |            |              |   |        |        |        |        |        |
|  |             |                     |               |             |             |                  | 4               | 6          | 2          |            |            |            |              |   |        |        |        |        |        |
|  |             | 4                   | Jišaj Oli'el  | 6           | 3           | 6                |                 |            |            |            |            |            |              |   |        |        |        |        |        |
|  | 4           | 4                   | Jišaj Oli'el  | 6           | 3           | 6                | Jišaj Oli'el    | 6          | 6          |            |            |            |              |   |        |        |        |        |        |
|  | 4           |                     |               |             |             |                  | Jišaj Oli'el    | 6          | 6          |            |            |            |              |   |        |        |        |        |        |
|  | Q           | Menelaos Efstathiou | 3             | 3           |             |                  |                 |            |            |            |            |            |              |   |        |        |        |        |        |
|  | Q           | Menelaos Efstathiou | 3             | 3           |             |                  |                 |            |            |            |            | 4          | Jišaj Oli'el | 6 | 4      | 3      |        |        |        |
|  |             |                     |               |             |             |                  |                 |            |            |            |            |            |              | 6 | 4      | 3      |        |        |        |
|  |             | 15                  | Zsombor Piros | 4           | 6           | 6                |                 |            |            |            |            |            |              |   |        |        |        |        |        |
|  | 5           | 15                  | Zsombor Piros | 4           | 6           | 6                | Corentin Moutet | 6          | 6          |            |            |            |              |   |        |        |        |        |        |
|  | 5           |                     |               |             |             |                  | Corentin Moutet | 6          | 6          |            |            |            |              |   |        |        |        |        |        |
|  |             | Emil Ruusuvuori     | 4             | 0           |             |                  |                 |            |            |            |            |            |              |   |        |        |        |        |        |
|  |             | Emil Ruusuvuori     | 4             | 0           | 5           | Corentin Moutet  | 3               | 4          |            |            |            |            |              |   |        |        |        |        |        |
|  |             |                     |               |             |             |                  | 3               | 4          |            |            |            |            |              |   |        |        |        |        |        |
|  |             | 15                  | Zsombor Piros | 6           | 6           |                  |                 |            |            |            |            |            |              |   |        |        |        |        |        |
|  |             | 15                  | Zsombor Piros | 6           | 6           | Matteo Martineau | 1               | 2          |            |            |            |            |              |   |        |        |        |        |        |
|  |             |                     |               |             |             | Matteo Martineau | 1               | 2          |            |            |            |            |              |   |        |        |        |        |        |
|  | 15          | Zsombor Piros       | 6             | 6           |             |                  |                 |            |            |            |            |            |              |   |        |        |        |        |        |

### Dvouhra juniorek
|  | Čtvrtfinále | Čtvrtfinále         | Čtvrtfinále         | Čtvrtfinále | Čtvrtfinále |                 |                   | Semifinále | Semifinále | Semifinále | Semifinále | Semifinále |                 |   | Finále | Finále | Finále | Finále | Finále |
|  |             |                     |                     |             |             |                 |                   |            |            |            |            |            |                 |   |        |        |        |        |        |
|  | 1           | Rebeka Masárová     | 6                   | 6           |             |                 |                   |            |            |            |            |            |                 |   |        |        |        |        |        |
|  | 10          | Mai Hontamová       | 3                   | 1           |             |                 |                   |            |            |            |            |            |                 |   |        |        |        |        |        |
|  | 10          | Mai Hontamová       | 3                   | 1           |             | 1               | Rebeka Masárová   | 4          | 7          | 6          |            |            |                 |   |        |        |        |        |        |
|  |             |                     |                     |             |             |                 | Rebeka Masárová   | 4          | 7          | 6          |            |            |                 |   |        |        |        |        |        |
|  |             | 7                   | Bianca Andreescuová | 6           | 65          | 0               |                   |            |            |            |            |            |                 |   |        |        |        |        |        |
|  | 4           | 7                   | Bianca Andreescuová | 6           | 65          | 0               | Emily Appletonová | 2          | 2          |            |            |            |                 |   |        |        |        |        |        |
|  | 4           |                     |                     |             |             |                 | Emily Appletonová | 2          | 2          |            |            |            |                 |   |        |        |        |        |        |
|  | 7           | Bianca Andreescuová | 6                   | 6           |             |                 |                   |            |            |            |            |            |                 |   |        |        |        |        |        |
|  | 7           | Bianca Andreescuová | 6                   | 6           |             |                 |                   |            |            |            |            | 1          | Rebeka Masárová | 5 | 6      | 4      |        |        |        |
|  |             |                     |                     |             |             |                 |                   |            |            |            |            |            |                 | 5 | 6      | 4      |        |        |        |
|  |             | 11                  | Marta Kosťuková     | 7           | 1           | 6               |                   |            |            |            |            |            |                 |   |        |        |        |        |        |
|  | 11          | 11                  | Marta Kosťuková     | 7           | 1           | 6               | Marta Kosťuková   | 6          | 6          |            |            |            |                 |   |        |        |        |        |        |
|  | 11          |                     |                     |             |             |                 | Marta Kosťuková   | 6          | 6          |            |            |            |                 |   |        |        |        |        |        |
|  |             | Liang En-šuo        | 3                   | 1           |             |                 |                   |            |            |            |            |            |                 |   |        |        |        |        |        |
|  |             | Liang En-šuo        | 3                   | 1           | 11          | Marta Kosťuková | 6                 | 7          |            |            |            |            |                 |   |        |        |        |        |        |
|  |             |                     |                     |             |             |                 | 6                 | 7          |            |            |            |            |                 |   |        |        |        |        |        |
|  |             | 16                  | Jelena Rybakinová   | 1           | 5           |                 |                   |            |            |            |            |            |                 |   |        |        |        |        |        |
|  |             | 16                  | Jelena Rybakinová   | 1           | 5           | Zeel Desaiová   | 4                 | 3          |            |            |            |            |                 |   |        |        |        |        |        |
|  |             |                     |                     |             |             | Zeel Desaiová   | 4                 | 3          |            |            |            |            |                 |   |        |        |        |        |        |
|  | 16          | Jelena Rybakinová   | 6                   | 6           |             |                 |                   |            |            |            |            |            |                 |   |        |        |        |        |        |

### Čtyřhra juniorů
|  | Semifinále | Semifinále                | Semifinále               | Semifinále | Semifinále |                           |                          | Finále | Finále | Finále | Finále | Finále |
|  |            |                           |                          |            |            |                           |                          |        |        |        |        |        |
|  | 1          | Toru Horie Wu I-ping      | 67                       | 63         |            |                           |                          |        |        |        |        |        |
|  |            | Finn Reynolds Duarte Vale | 79                       | 7          |            |                           |                          |        |        |        |        |        |
|  |            | Finn Reynolds Duarte Vale | 79                       | 7          |            | Finn Reynolds Duarte Vale | 710                      | 4      | [5]    |        |        |        |
|  |            |                           |                          |            |            | Finn Reynolds Duarte Vale | 710                      | 4      | [5]    |        |        |        |
|  |            | 4                         | Hsu Yu-hsiou Čao Ling-si | 68         | 6          | [10]                      |                          |        |        |        |        |        |
|  | 4          | 4                         | Hsu Yu-hsiou Čao Ling-si | 68         | 6          | [10]                      | Hsu Yu-hsiou Čao Ling-si | 6      | 6      |        |        |        |
|  | 4          |                           |                          |            |            |                           | Hsu Yu-hsiou Čao Ling-si | 6      | 6      |        |        |        |
|  | 5          | Alexei Popyrin Kacper Żuk | 1                        | 3          |            |                           |                          |        |        |        |        |        |

### Čtyřhra juniorek
|  | Semifinále | Semifinále                              | Semifinále                     | Semifinále | Semifinále |   |   | Finále                                  | Finále | Finále | Finále | Finále |
|  |            |                                         |                                |            |            |   |   |                                         |        |        |        |        |
|  | 5          | Caty McNallyová Natasha Subhashová      | 4                              | 6          | [7]        |   |   |                                         |        |        |        |        |
|  | 3          | Bianca Andreescuová Carson Branstineová | 6                              | 4          | [10]       |   |   |                                         |        |        |        |        |
|  | 3          | Bianca Andreescuová Carson Branstineová | 6                              | 4          | [10]       |   | 3 | Bianca Andreescuová Carson Branstineová | 6      | 7      |        |        |
|  |            |                                         |                                |            |            |   | 3 | Bianca Andreescuová Carson Branstineová | 6      | 7      |        |        |
|  |            |                                         | Maja Chwalińská Iga Świąteková | 1          | 64         |   |   |                                         |        |        |        |        |
|  |            | Maja Chwalińská Iga Świąteková          | Maja Chwalińská Iga Świąteková | 1          | 64         | 6 | 6 |                                         |        |        |        |        |
|  |            | Maja Chwalińská Iga Świąteková          |                                |            |            | 6 | 6 |                                         |        |        |        |        |
|  |            | Anri Nagatová Thasaporn Naklová         | 2                              | 1          |            |   |   |                                         |        |        |        |        |

## Vozíčkáři

### Dvouhra vozíčkářů
| Finále |                   |   |   |   |
|        |                   |   |   |   |
|        |                   |   |   |   |
|        | Nicolas Peifer    | 6 | 2 | 0 |
|        | Gustavo Fernández | 3 | 6 | 6 |

### Dvouhra vozíčkářek
| Finále |                    |    |   |   |
|        |                    |    |   |   |
|        |                    |    |   |   |
| 1      | Jiske Griffioenová | 7  | 3 | 3 |
| 2      | Jui Kamidžiová     | 62 | 6 | 6 |

### Čtyřhra vozíčkářů
| Finále |                                |   |   |      |
|        |                                |   |   |      |
|        |                                |   |   |      |
|        | Gustavo Fernández Alfie Hewett | 3 | 6 | [3]  |
| 2      | Joachim Gérard Gordon Reid     | 6 | 3 | [10] |

### Čtyřhra vozíčkářek
| Finále |                                      |   |   |  |
|        |                                      |   |   |  |
|        |                                      |   |   |  |
| 1      | Jiske Griffioenová Aniek van Kootová | 6 | 6 |  |
| 2      | Diede de Grootová Jui Kamidžiová     | 3 | 2 |  |

### Dvouhra kvadruplegiků
| Finále |                  |   |   |  |
|        |                  |   |   |  |
|        |                  |   |   |  |
| 1.     | Dylan Alcott     | 6 | 6 |  |
|        | Andrew Lapthorne | 2 | 2 |  |

### Čtyřhra kvadruplegiků
| Finále |                               |   |   |  |
|        |                               |   |   |  |
|        |                               |   |   |  |
| 1      | Andrew Lapthorne David Wagner | 6 | 6 |  |
| 2      | Dylan Alcott Heath Davidson   | 3 | 3 |  |

## Divoké karty
Následující tenisté obdrželi divokou kartu do hlavních soutěží.
Divoké karty pro zástupce francouzského a amerického tenisu v singlových soutěžích byly přiděleny v rámci reciproční dohody tří tenisových svazů pořádajících Grand Slam, Tennis Australia, United States Tennis Association (USTA) a Fédération Française de tennis (FFT). USTA je přidělil Michaelu Mmohovi a šampionce juniorky US Open Kayle Dayové. FFT vybrala Quentina Halyse a Myrtille Georgesovou.
O další čtyři divoké karty byl v asijsko-pacifickém panregionu sehrán kvalifikační turnaj Asia-Pacific Australian Open Wildcard Playoff v mužském a ženském singlu i deblu. Hrálo se v čínském Ču-chaji mezi 28. listopadem a 4. prosincem 2016. Do grandslamových dvouher postoupili Uzbek Denis Istomin a Thajka Luksika Kumkhumová. Deblové divoké karty připadly tchajwanskému páru Hsieh Cheng-peng a Yang Tsung-hua, v ženské části pak tchajwansko-japonské dvojici Čan Ťij-wen a Džunri Namigatová.
Australský svaz organizoval v prosinci 2016 vlastní kvalifikační turnaj o dvě divoké karty, z něhož vyšli vítězně 19letý šampion juniorky US Open Omar Jasika a 17letá Jaimee Fourlisová.

### Mužská dvouhra
| Stát       | tenista               | metoda kvalifikování                       |
| ---------- | --------------------- | ------------------------------------------ |
| USA        | Michael Mmoh          | americký okruh 3 turnajů (challengery/ITF) |
| Uzbekistán | Denis Istomin         | Asijsko-pacificky kvalifikační turnaj      |
| Francie    | Quentin Halys         | interní výběr francouzské federace         |
| Austrálie  | Omar Jasika           | australský kvalifikační turnaj             |
| Austrálie  | Samuel Groth          | australský interní výběr                   |
| Austrálie  | Alex De Minaur        | australský interní výběr                   |
| Austrálie  | Andrew Whittington    | australský interní výběr                   |
| Austrálie  | Christopher O'Connell | australský interní výběr                   |

### Ženská dvouhra
| Stát      | tenistka            | metoda kvalifikování                  |
| --------- | ------------------- | ------------------------------------- |
| USA       | Kayla Dayová        | americký okruh 3 turnajů (ITF)        |
| Thajsko   | Luksika Kumkhumová  | Asijsko-pacificky kvalifikační turnaj |
| Francie   | Myrtille Georgesová | interní výběr francouzské federace    |
| Austrálie | Jaimee Fourlisová   | australský kvalifikační turnaj        |
| Austrálie | Destanee Aiavová    | juniorská mistryně Austrálie 18letých |
| Austrálie | Lizette Cabrerová   | australský interní výběr              |
| Austrálie | Ashleigh Bartyová   | australský interní výběr              |
| Austrálie | Arina Rodionovová   | australský interní výběr              |

### Mužská čtyřhra
| Stát             | tenista                         | metoda kvalifikování                  |
| ---------------- | ------------------------------- | ------------------------------------- |
| Čínská Tchaj-pej | Hsieh Cheng-peng Yang Tsung-hua | Asijsko-pacificky kvalifikační turnaj |
| Austrálie        | Matthew Barton Matthew Ebden    | australský interní výběr              |
| Austrálie        | Alex Bolt Bradley Mousley       | australský interní výběr              |
| Austrálie        | Alex De Minaur Max Purcell      | australský interní výběr              |
| Austrálie        | Marc Polmans Andrew Whittington | australský interní výběr              |
| Austrálie        | Matt Reid John-Patrick Smith    | australský interní výběr              |
| Austrálie        | Luke Saville Jordan Thompson    | australský interní výběr              |

### Ženská čtyřhra
| Stát                      | tenistka                             | metoda kvalifikování                  |
| ------------------------- | ------------------------------------ | ------------------------------------- |
| Čínská Tchaj-pej Japonsko | Čan Ťin-wej Džunri Namigatová        | Asijsko-pacificky kvalifikační turnaj |
| Austrálie                 | Jessica Mooreová Storm Sandersová    | australský kvalifikační turnaj        |
| Austrálie                 | Destanee Aiavová Alicia Smithová     | australský kvalifikační turnaj        |
| Austrálie                 | Ashleigh Bartyová Casey Dellacquová  | australský interní výběr              |
| Austrálie                 | Alison Baiová Lizette Cabrerová      | australský interní výběr              |
| Austrálie                 | Kimberly Birrellová Priscilla Honová | australský interní výběr              |
| Austrálie                 | Ellen Perezová Olivia Tjandramuliová | australský interní výběr              |

### Smíšená čtyřhra
| Stát            | tenista                              | metoda kvalifikování     |
| --------------- | ------------------------------------ | ------------------------ |
| Austrálie       | Destanee Aiavová Marc Polmans        | australský interní výběr |
| Austrálie       | Casey Dellacquová Matt Reid          | australský interní výběr |
| Austrálie       | Darja Gavrilovová Luke Saville       | australský interní výběr |
| Švýcarsko Indie | Martina Hingisová Leander Paes       | australský interní výběr |
| Francie         | Pauline Parmentierová Nicolas Mahut  | australský interní výběr |
| Austrálie       | Sally Peersová John Peers            | australský interní výběr |
| Austrálie       | Arina Rodionovová John-Patrick Smith | australský interní výběr |
| Austrálie       | Samantha Stosurová Samuel Groth      | australský interní výběr |

## Kvalifikanti
Následující tenisté postoupili do hlavních soutěží z kvalifikačního turnaje hraného mezi 11.–14. lednem 2017. První nasazený český tenista Radek Štěpánek se v 38 letech stal nejstarším kvalifikantem na grandslamu za předchozích 40 roků, když starším postupujícím byl před ním, také na Australian Open 1977, tehdy 42letý Mal Anderson.
| Mužští kvalifikanti |
| --- |
| 1. Radek Štěpánek 2. Frances Tiafoe 3. Go Soeda 4. Andrej Rubljov 5. Alexandr Bublik 6. Bjorn Fratangelo 7. Ernesto Escobedo 8. Ivan Dodig 9. Thomas Fabbiano 10. Lukáš Lacko 11. Noah Rubin 12. Luca Vanni 13. Jürgen Melzer 14. Blake Mott 15. Alex Bolt 16. Reilly Opelka |
| Šťastný poražený |
| 1. Peter Polansky |

| Ženské kvalifikantky |
| --- |
| 1. Stefanie Vögeleová 2. Anna Blinkovová 3. Natalija Vichljancevová 4. Jennifer Bradyová 5. Aljaksandra Sasnovičová 6. Julia Boserupová 7. Rebecca Šramková 8. Mona Barthelová 9. Eri Hozumiová 10. Jelizaveta Kuličkovová 11. Ana Bogdanová 12. Ču Lin |
| Šťastná poražená |
| 1. Maryna Zanevská |